# Bovenas

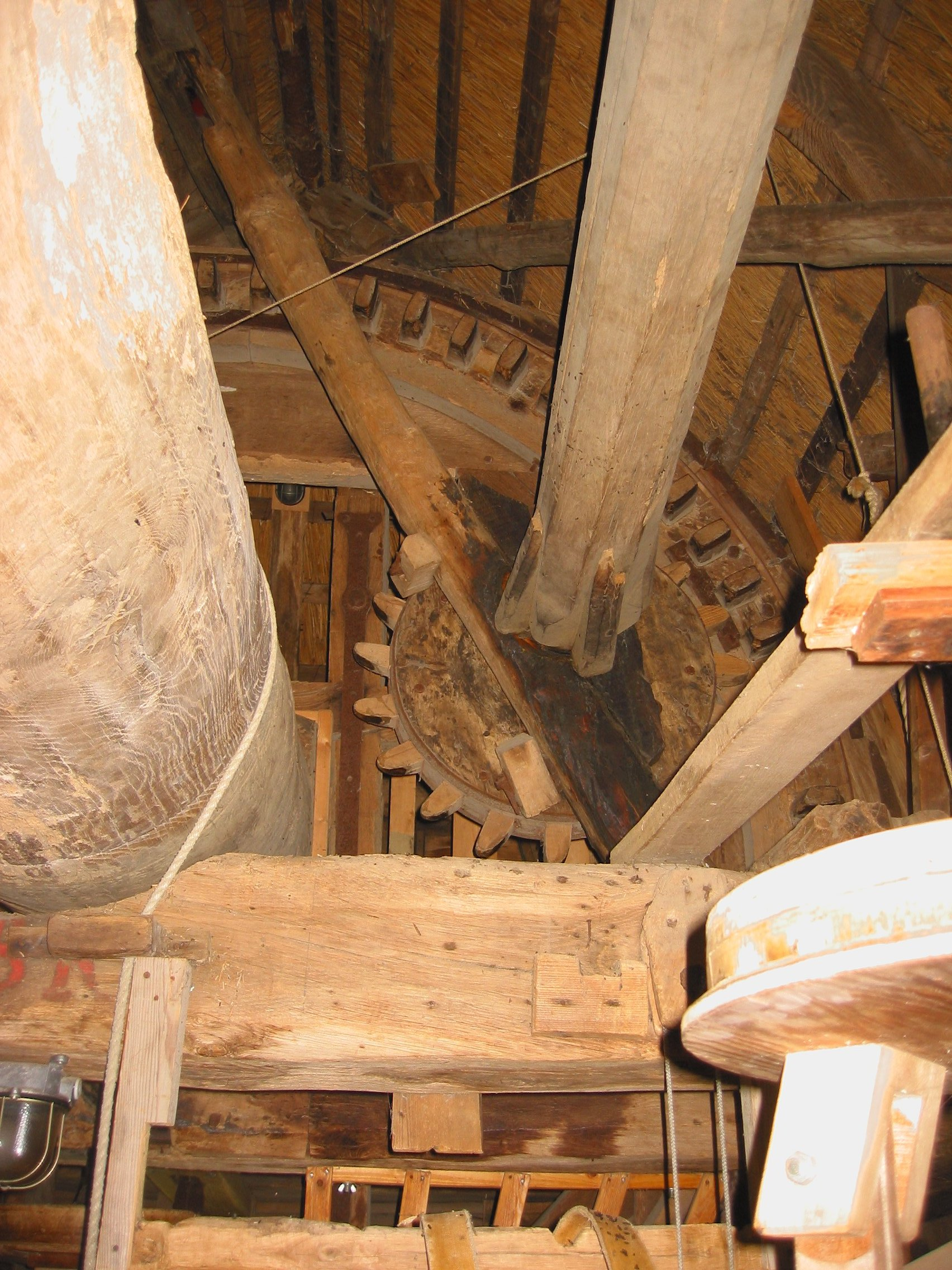
Houten bovenas met schuin daarboven de luias van het luiwerk van de Doesburger molen

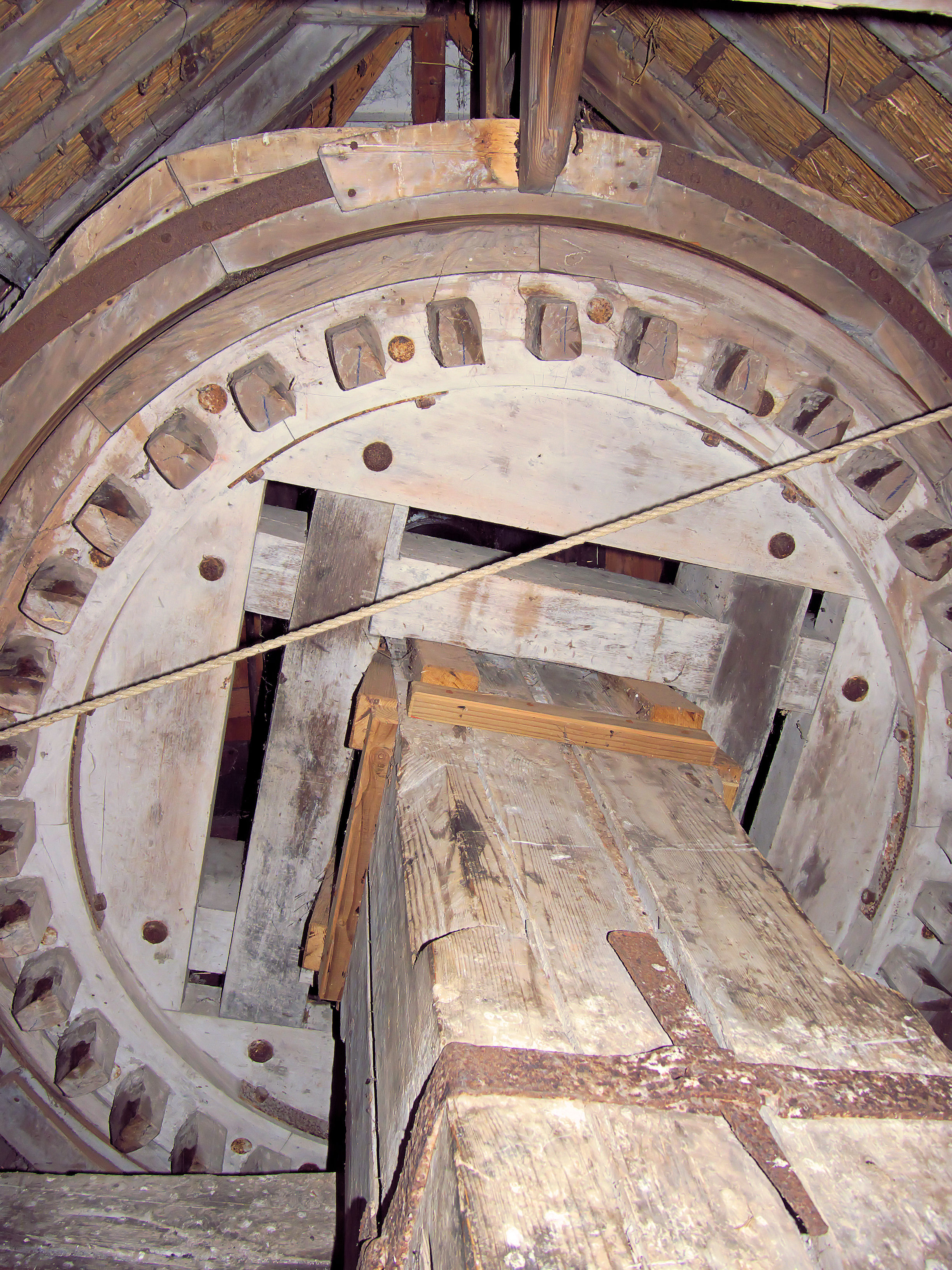
Met vulstukken omklede gietijzeren bovenas

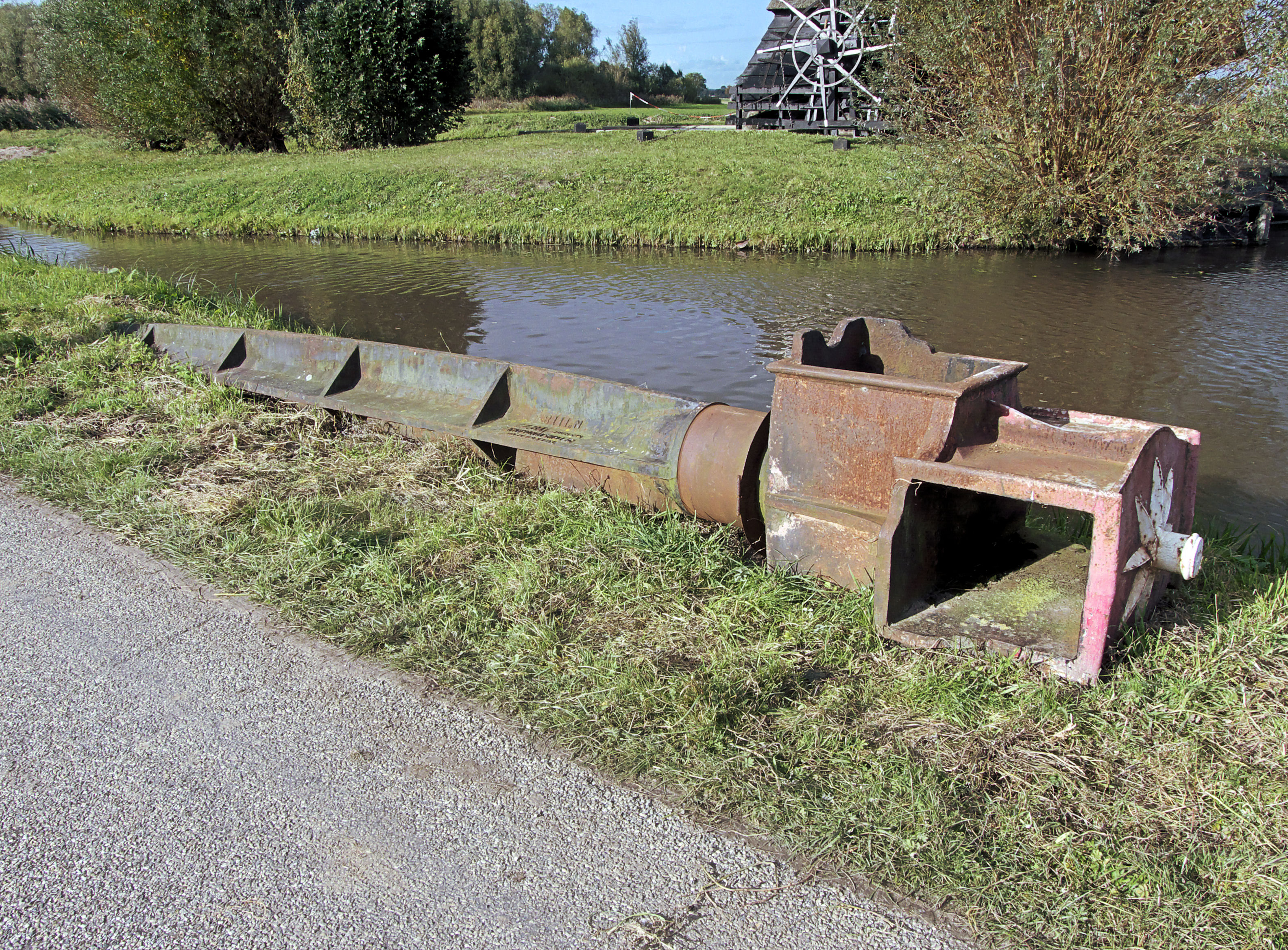
De Prins van Oranje bovenas

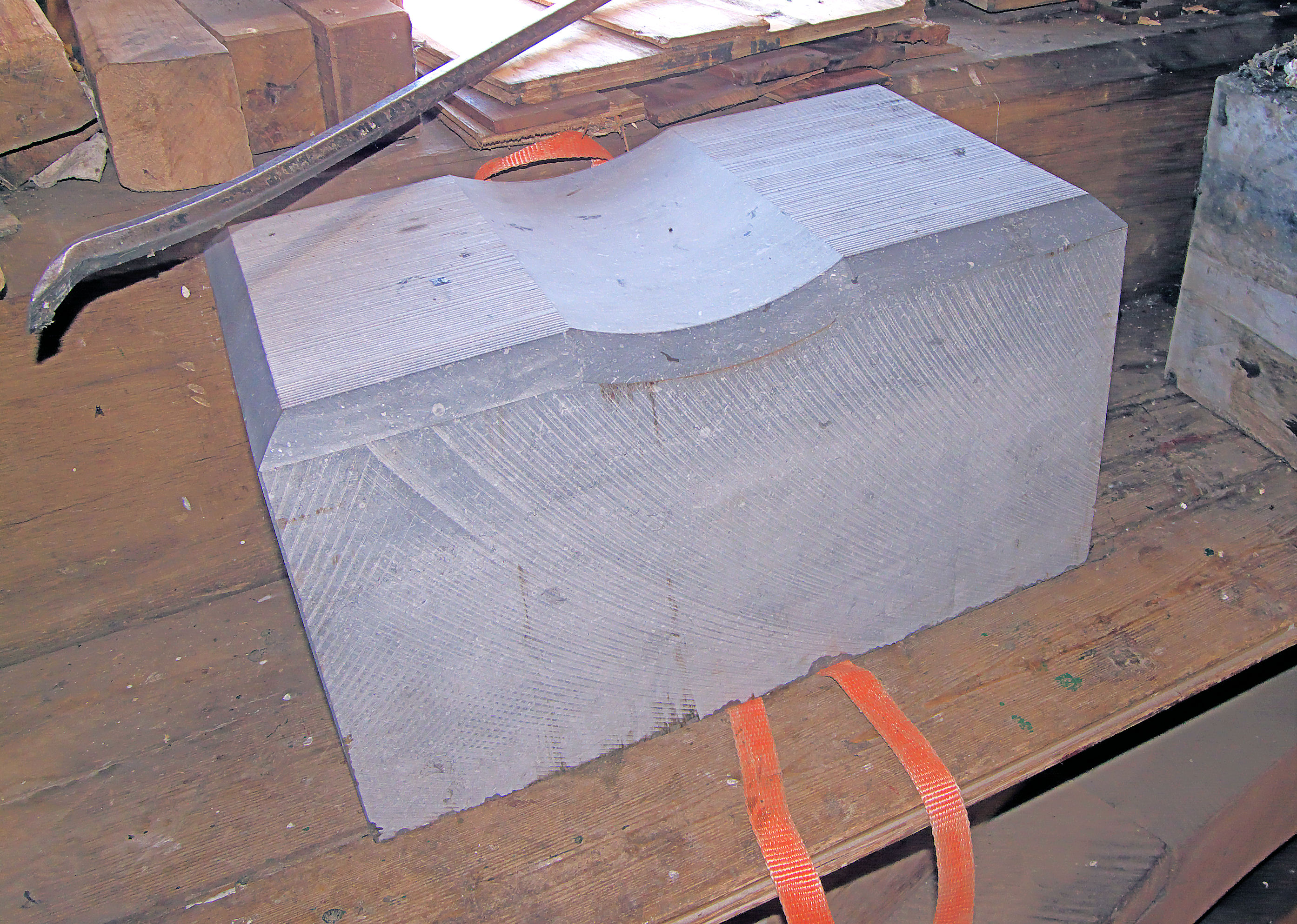
Halssteen voor een gietijzeren bovenas

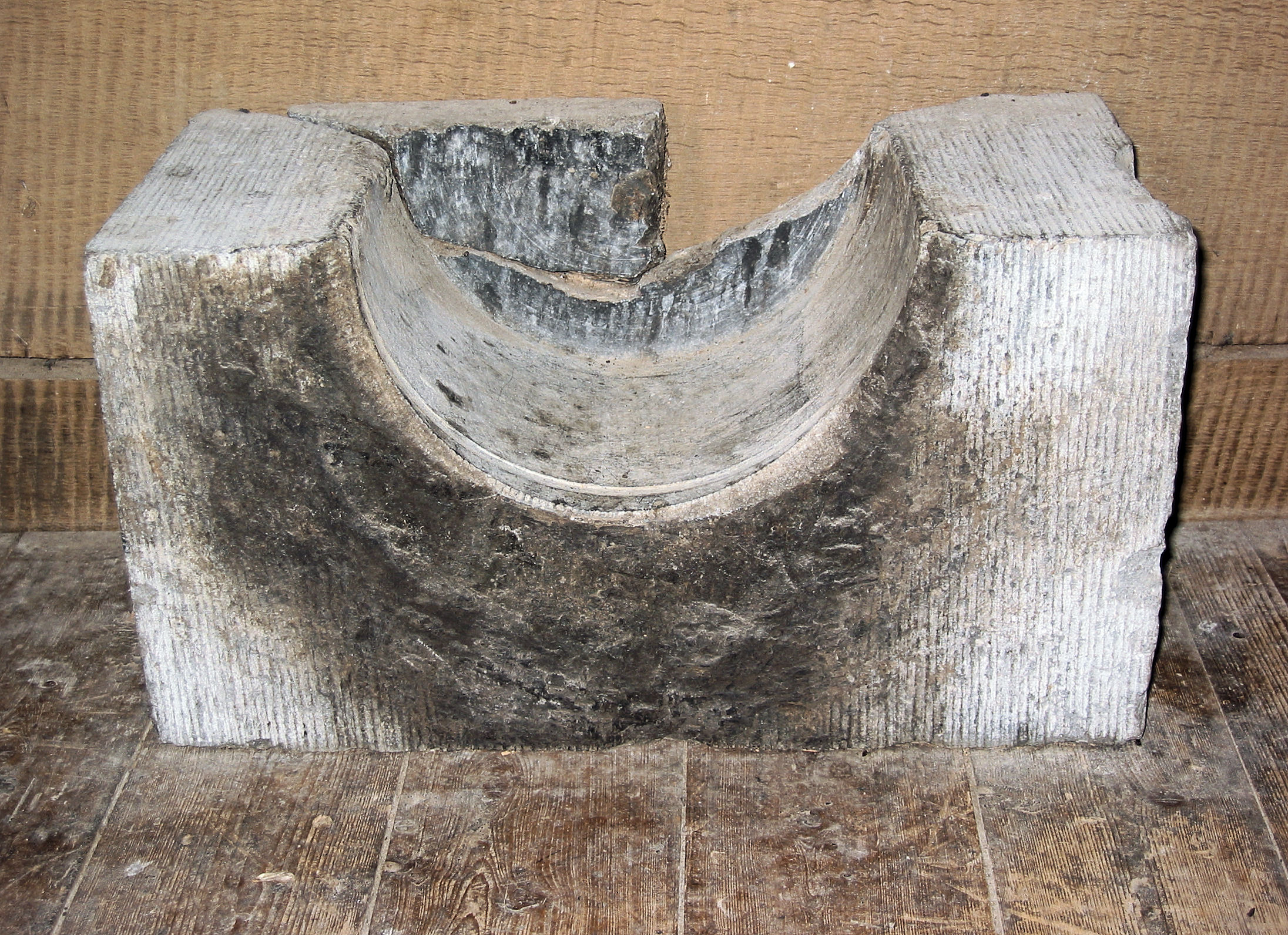
Gebroken broeksteen voor de pen van een houten bovenas

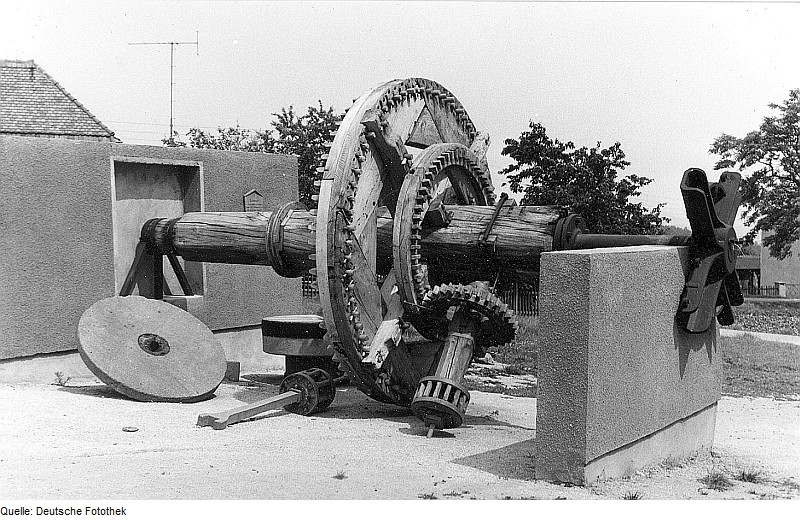
Houten bovenas uit de standerdmolen in Kottmarsdorf, Duitsland

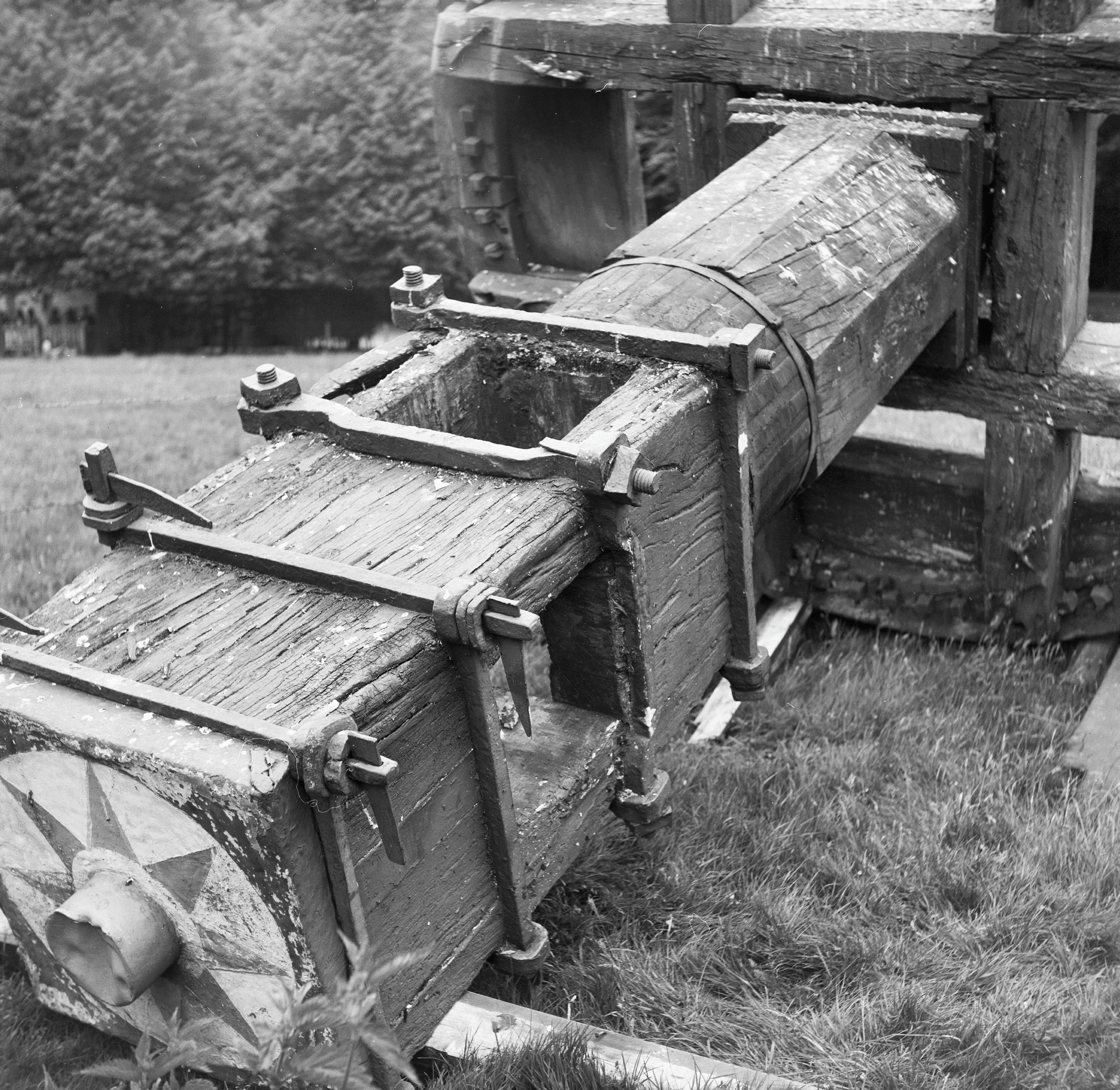
Houten bovenas uit de standerdmolen Huizermolen

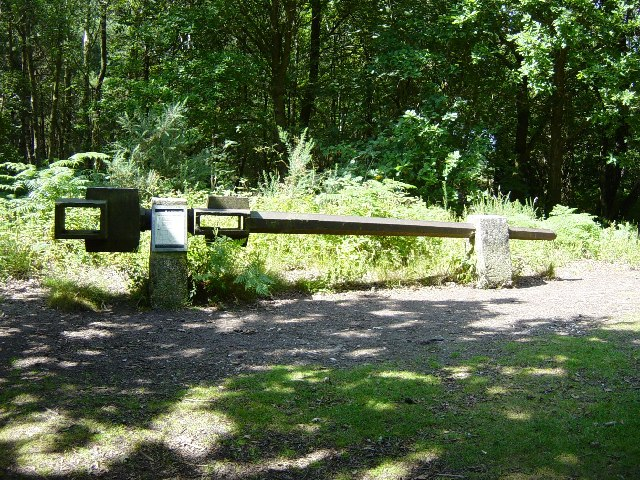
Gietijzeren as in Engeland, waarbij de kruisarmen van het bovenwiel door de as
gestoken worden

De molenas of bovenas is een onderdeel van een windmolen waaraan het gevlucht of wiekenkruis is bevestigd. Deze as kan van gietijzer of hout zijn. Tegenwoordig komen in Nederland nog maar enkele molens voor met een houten bovenas en dan nog meestal met een gietijzeren insteekkop, zoals bij veel standerdmolens (bijvoorbeeld de Doesburger molen en de molen Tot Voordeel en Genoegen). Om de pen van een houten bovenas zit een gietijzeren muts, schenen (ijzeren strippen) of een ijzeren insteekpen. De gaten voor de roeden werden in het worteleinde gemaakt. Vanaf het midden van de achttiende eeuw werden ook houten bovenassen gemaakt die bestonden uit vier lengtedelen in plaats van houten assen uit één stuk. Tot het begin van de negentiende eeuw waren alle bovenassen van hout.
De eerste gietijzeren assen kwamen uit Engeland. Pas in 1836 werden er Nederlandse assen gefabriceerd. In het begin werden deze gietijzeren assen omkleed met vulhout, omdat men toen dacht dat deze dunne assen niet sterk genoeg waren in vergelijking met de dikke, houten bovenassen. Het nadeel van gietijzer is wel dat het bros is, waardoor de as kan breken als er bij hoge snelheid van de wieken te plotseling gevangen (geremd) wordt. Vroeger bestonden de assen uit lamellair gietijzer. Tegenwoordig worden de assen van nodulair gietijzer gemaakt, dat minder snel breekt. Lamellair gietijzer bevat ongeveer 95% ijzer. Verder bevat het ± 2,8 - 3,8% koolstof, 1 – 3% silicium en 0,3 – 1% mangaan. Het is een relatief goedkoop materiaal omdat het makkelijk te gieten en te bewerken is. Bij lamellair gietijzer zit de ongebonden koolstof in dunne plaatjes. GGG70 nodulair gietijzer bevat 3,40 - 3,85% koolstof, 2,30 - 3,10% silicium, 0,10 - 0,30% mangaan, maximaal 0,02 zwavel en maximaal 0,10% fosfor. Bij nodulair gietijzer zit de ongebonden koolstof in ronde bolletjes. Lamellair gietijzer smeert beter dan nodulair gietijzer, waardoor ze minder snel warm lopen.

## Gietijzeren bovenas Nederland
In 1836 werd de eerste deugdelijke gietijzeren bovenas gegoten door de Nederlandsche Stoomboot Maatschappij (Fijenoord). Het bedrijf kreeg een octrooi voor het gieten van bovenassen voor vijf jaar. Daarna konden ook andere bedrijven bovenassen gaan gieten. Een bekend gietmodel is dat van Straver uit Almkerk.
Er zijn of waren verschillende fabrikanten van gietijzeren bovenassen, zoals:
- Fijenoord, Rotterdam
- L.I. Enthoven & Co., 's Gravenhage
- De Prins van Oranje, 's Gravenhage
- H. Hartogh Heysj, Delft
- Penn & Bauduin, Dordrecht
- Kon. Ned. Grofsmederij, Leiden
- D.A. Schretlen, Leiden
- Wed. Sterkman, 's Gravenhage
- Boddaert & Versluus, Middelburg; komen in Zeeland voor en zijn dunner dan de andere assen
- H.J. Koning, Foxham
- Hardinxveld-Giessendam, tegenwoordig Gieterij Hardinxveld; worden nog gegoten met het gietmodel van Straver.
- IJzergieterij Geraedts, Baarlo; hier worden nieuwe assen gegoten met het gietmodel van Straver. Het asnummer en de naam van de gieterij staan op de askop in plaats van het aslichaam.

De bovenas heeft vooraan een hals liggend op het halslager, dat 80% van het gewicht draagt en achteraan een pen dat op het penlager ligt. Het zijn allebei glijlagers. De hals en pen liggen meestal op arduinstenen (blauwe hardsteen) met een bij een gietijzeren as 2 tot 3 cm diepe uitholling en worden enkele keren per dag gesmeerd met reuzel. De stenen liggen op een kwastvrij plankje, waardoor deze zich goed kunnen zetten. Er komen ook halslagers voor met een bronzen of Teflon-schaal op een houten lagerblok. Daarnaast kan er het zogenaamde Dekkerlager voorkomen, dat uit een gietijzeren bak met twee ijzeren rollen bestaat. Bij dit lager moet er wel een hardstalen manchet om de hals van de bovenas aangebracht worden om overmatige slijtage te voorkomen. Bij verschillende Groninger molens ligt de bovenas op een gietijzeren lager met een lagerschaal van babbittmetaal. Het halslager rust op de windpeluw en het penlager op de penbalk. Het penlager ligt op een pensteen of broeksteen. Tegen de achterkant van de as staat bij een pensteen een arduintegel of een bronzen tegelplaat, dat de door de wieken uitgeoefende achterwaartse druk opvangt. Er kan echter ook een taats in de pen zitten. In dat geval zit er een gehard stalen plaat, de knolplaat, aan de achterkant. Bij een houten bovenas zit om de pen een ijzeren muts. Er zijn echter ook gietijzeren bovenassen met een wrijfplaat (soort muts), zoals bij De Koe. Op de kop van de as zit de walpen. De walpen dient voor het afdraaien en het ophijsen van de as. Voor aan de as zit de askop waar de twee roeden doorheen gestoken worden. De askop zat oorspronkelijk in het midden van de as. Dit gaf echter wanwichtigheid bij de wieken, omdat de roeden aan een kant tegen de askop liggen en bij de tegenovergestelde zijde vastgewicht zijn. Daarom werden de askoppen vanaf ongeveer 1900 uit het midden gegoten. Achter de askop zit er een groef, het zogenaamd waterhol, wat ervoor zorgt dat er langs de as geen regenwater naar binnen kan lopen. Achter de hals zit aan één kant van de as een vlak gedeelte of knobbel dat is ontstaan tijdens het gieten van de as. Het heeft gediend als expansie tijdens het afkoelen van de as nadat deze gegoten was. Soms wordt dit vlak gedeelte of knobbel gebruikt voor het optempelen van de as. Op het aslichaam zitten vier ribben ter versteviging.
Op de molenas of bovenas zit het aswiel of bovenwiel dat de koningsspil of direct de steenspillen aandrijft. Het bovenwiel zit op de as geklemd met vier in ijzeren knuppelstroppen zittende, houten vulstukken. Bij een houten bovenas kunnen de kruisarmen van het bovenwiel door de as gestoken zijn.
Over het penlager zit een ijzeren beugel, de springbeugel, die ervoor zorgt dat de as met het wiekenkruis niet naar voren kan kantelen (dompen). Dit dompen kan gebeuren als de wind van achteren op de wieken blaast of tijdens het vangen.
Het materiaal voor de glijlagers waarin de bovenas draait is in Nederland vrijwel altijd steen (meestal arduinsteen), maar soms is gebruikgemaakt van brons en in enkele gevallen van gietijzer, met daarin een laag Babbittmetaal. Het dekkerlager bestaat uit gietijzer met gietijzeren rollen.

## Doorboorde as
Een bovenas kan ook doorboord zijn voor de bediening van de remkleppen of voor de zelfzwichting. Op de kop van de as zit dan een spin, waarvan de uiteinden verbonden zijn met de remkleppen op de wieken, de jaloezieën of de kleppen. Vanaf de spin loopt een stang door de bovenas naar achteren, waar een hefboom zit. Aan het uiteinde van de hefboom worden aan een ketting gewichten gehangen, waarmee het moment van opening van de remkleppen, jaloezieën of kleppen geregeld kan worden. Oude bovenassen werden vroeger met behulp van de molen tijdens het draaien vanaf de penzijde doorboord.

## Ligging van de as
De bovenas ligt iets achterover in de kap, omdat het gevlucht bij bepaalde molens, zoals de ronde stenenmolen en de houten achtkant, iets achterover moet staan om te voorkomen dat de wieken tegen de molenromp slaan. Daarom ligt de bovenas onder een hoek van 17 graden, maar bij een standerdmolen onder een hoek van 11 graden. Bij de spinnenkop met een vierkant onderhuis ligt de as onder een grotere hoek.

## Buitenlandse gietijzeren assen
In Engeland bestaan gietijzeren assen, waarbij de kruisarmen van het bovenwiel door de as gestoken worden.

## Fotogalerij

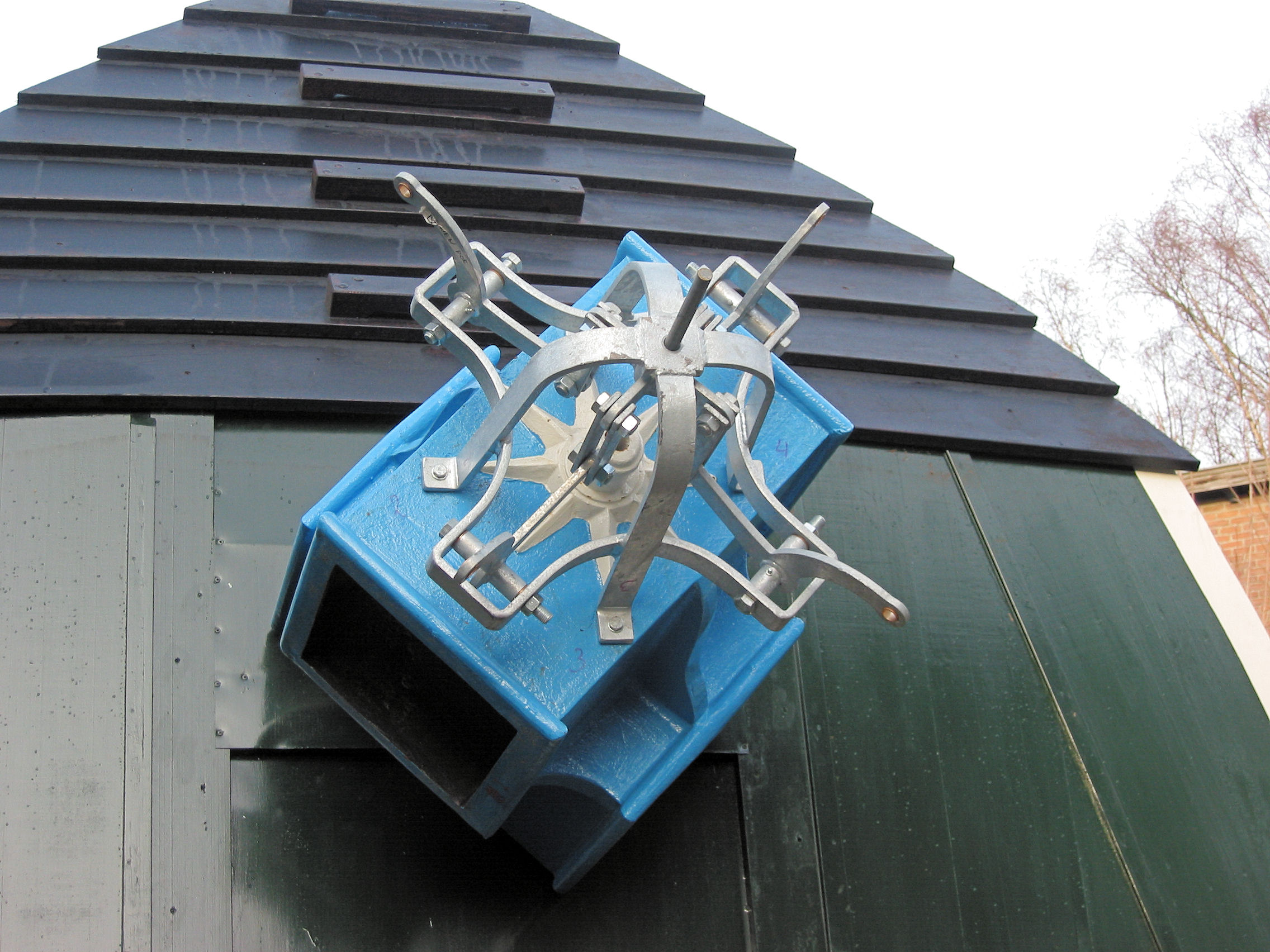
Doorboorde askop met walpen van de Concordia molen
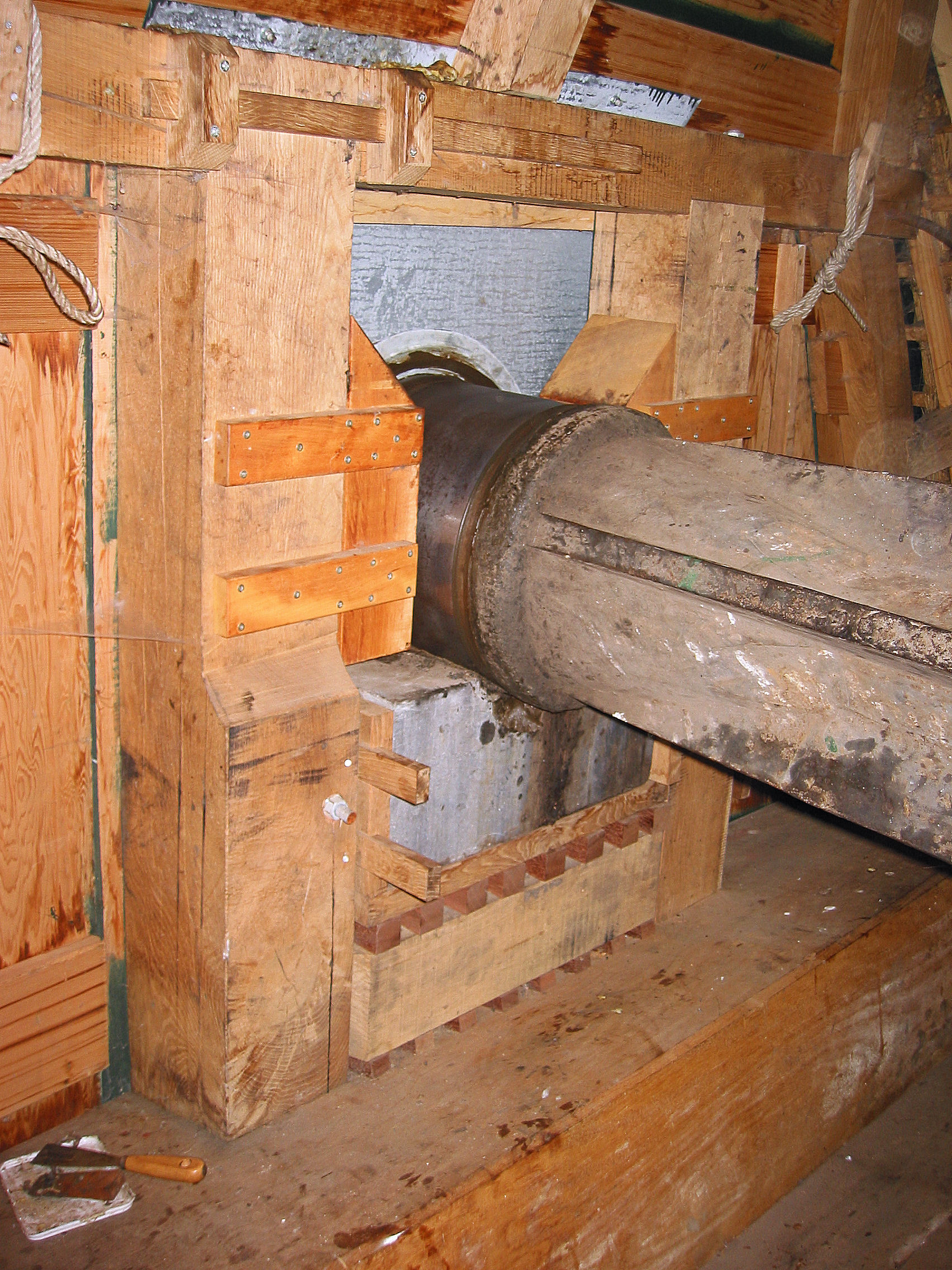
Steenbed met halslager van de molen De Hoop in Appel
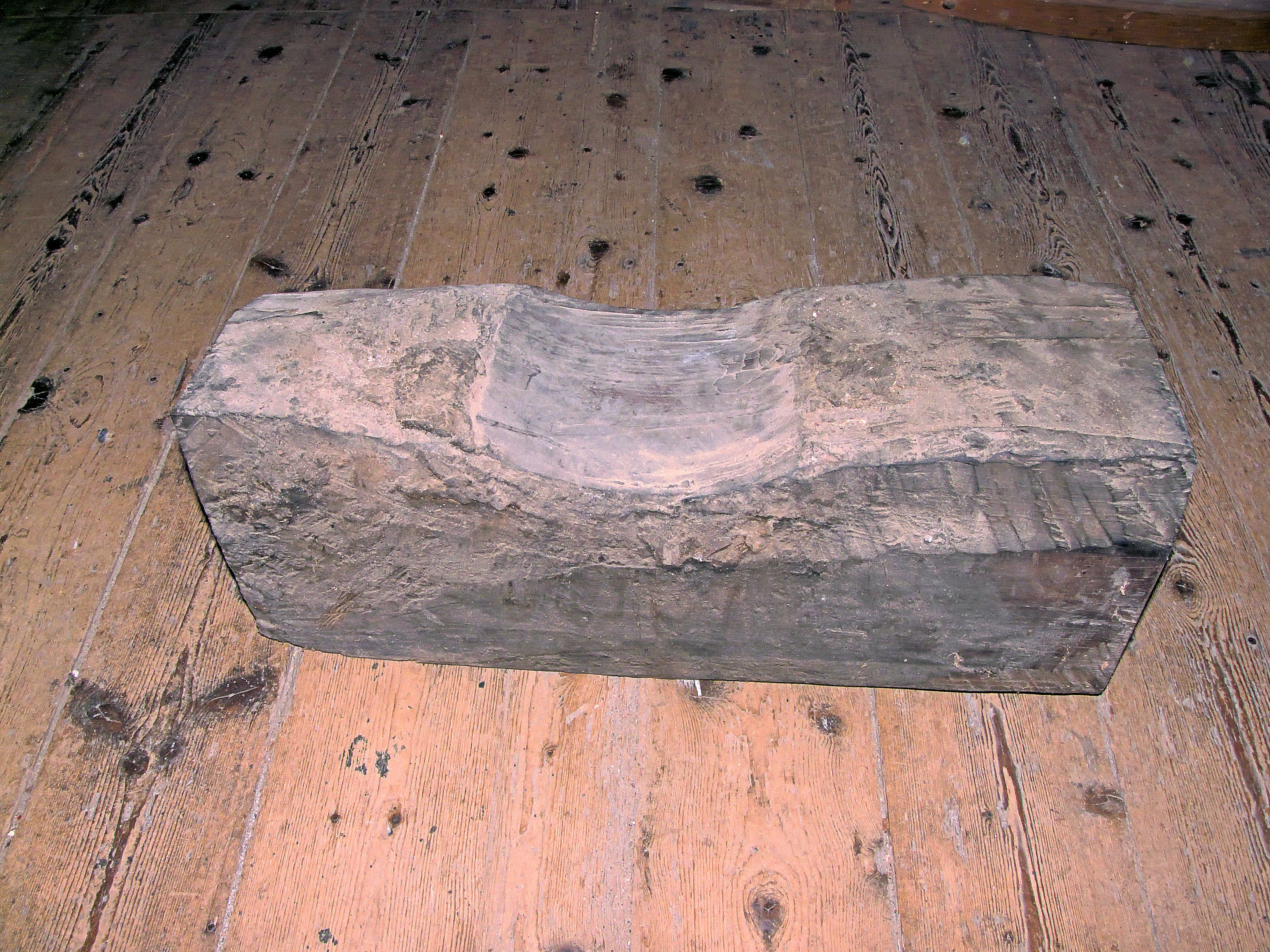
Houten halslager
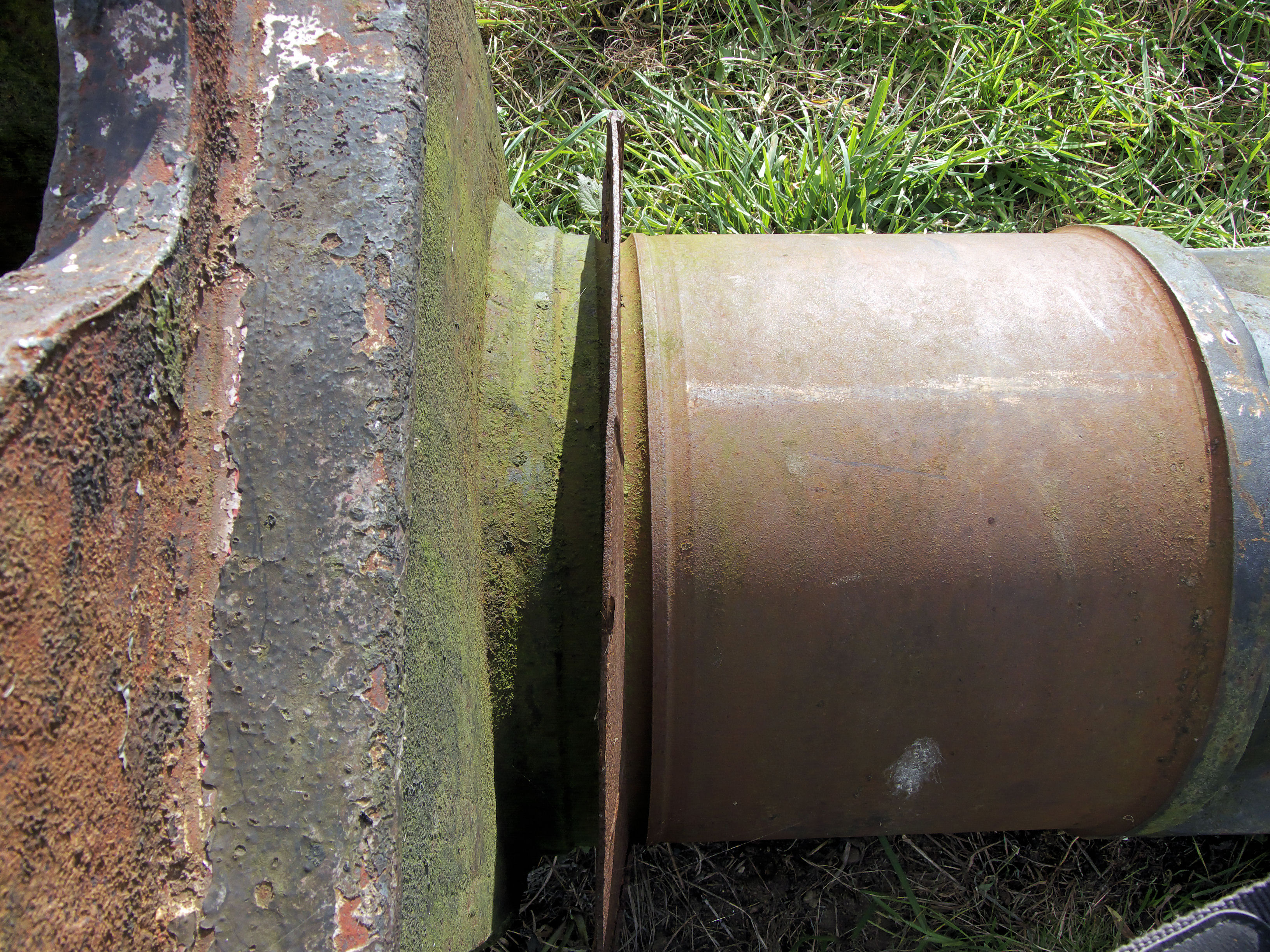
Hals met waterhol
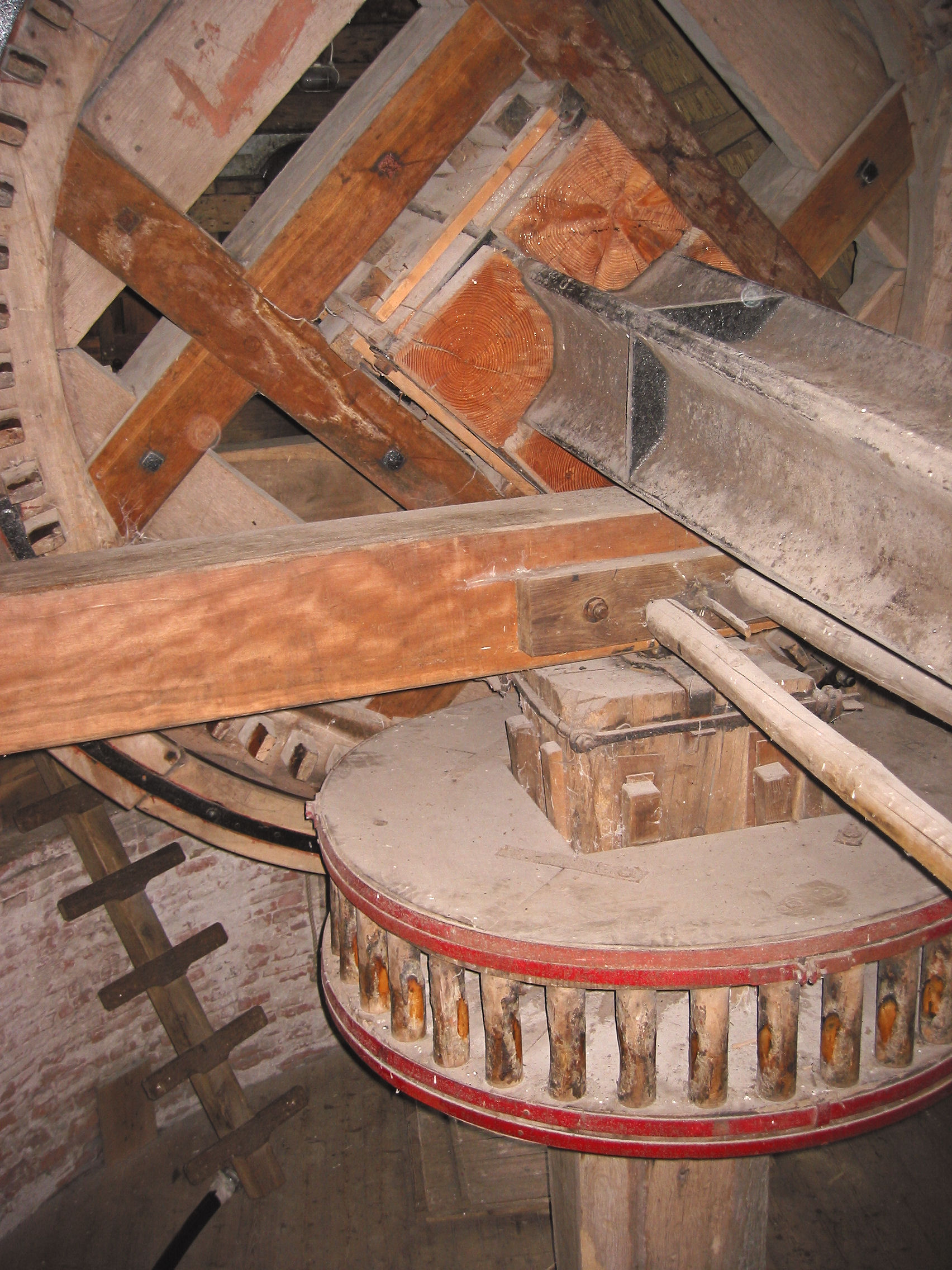
L.I. Enthoven & Co.-as uit 1862 met bovenwiel van de molen De Hoop
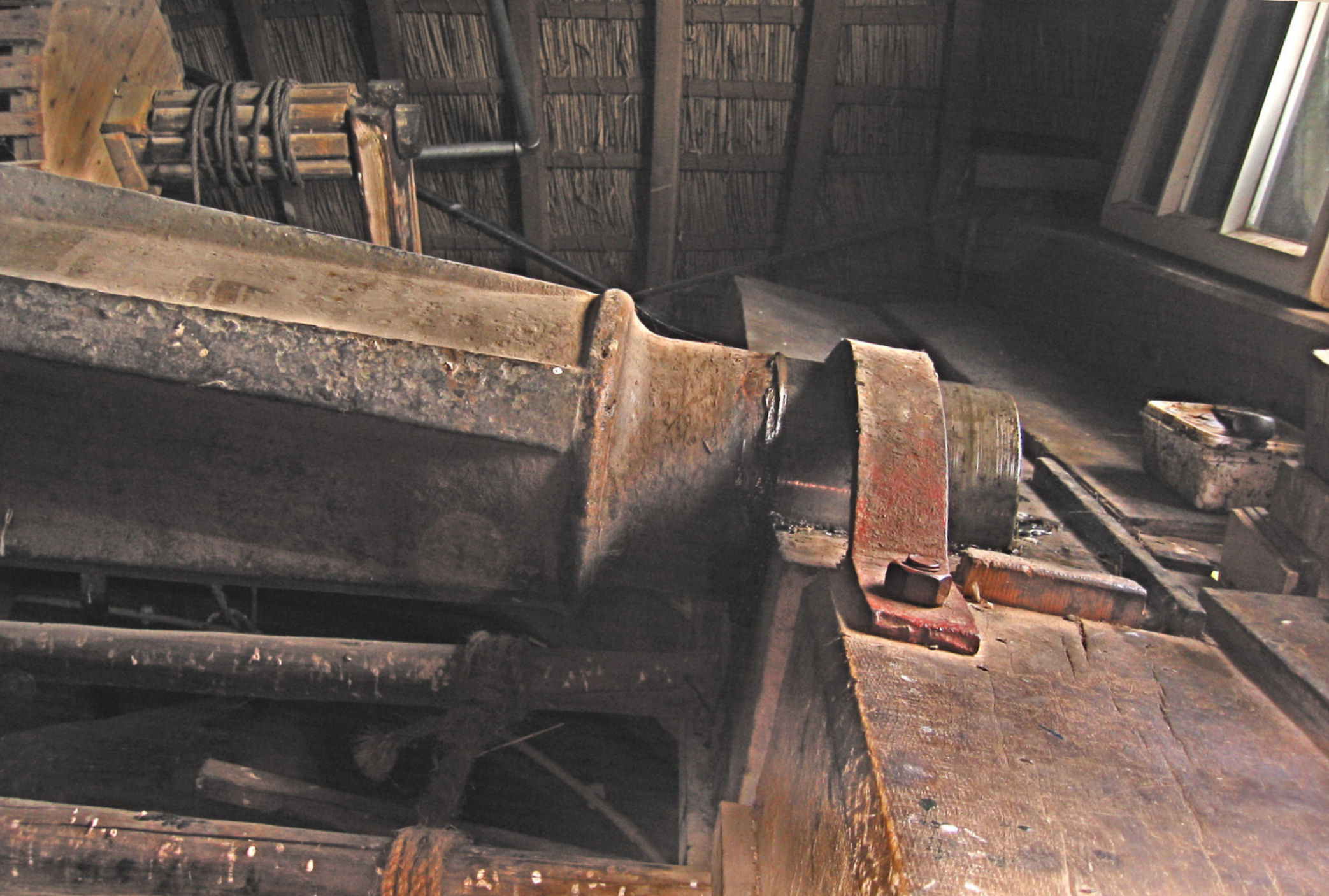
Gietijzeren bovenas met penlager en springbeugel van de molen De Hoop
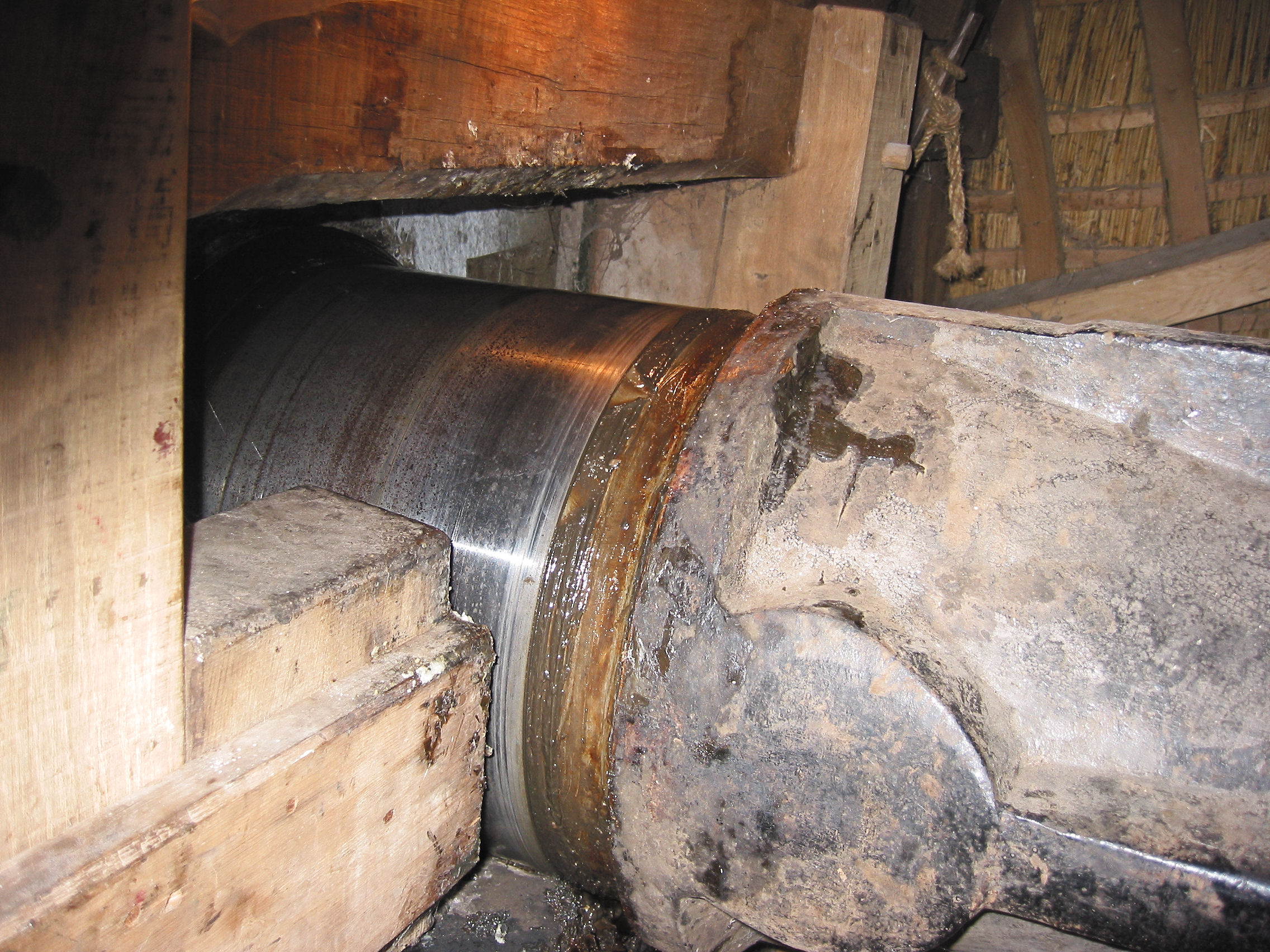
Gietijzeren ashals van de molen De Hoop waarbij op de as ook de expansieknobbel ontstaan bij het gieten zichtbaar is.
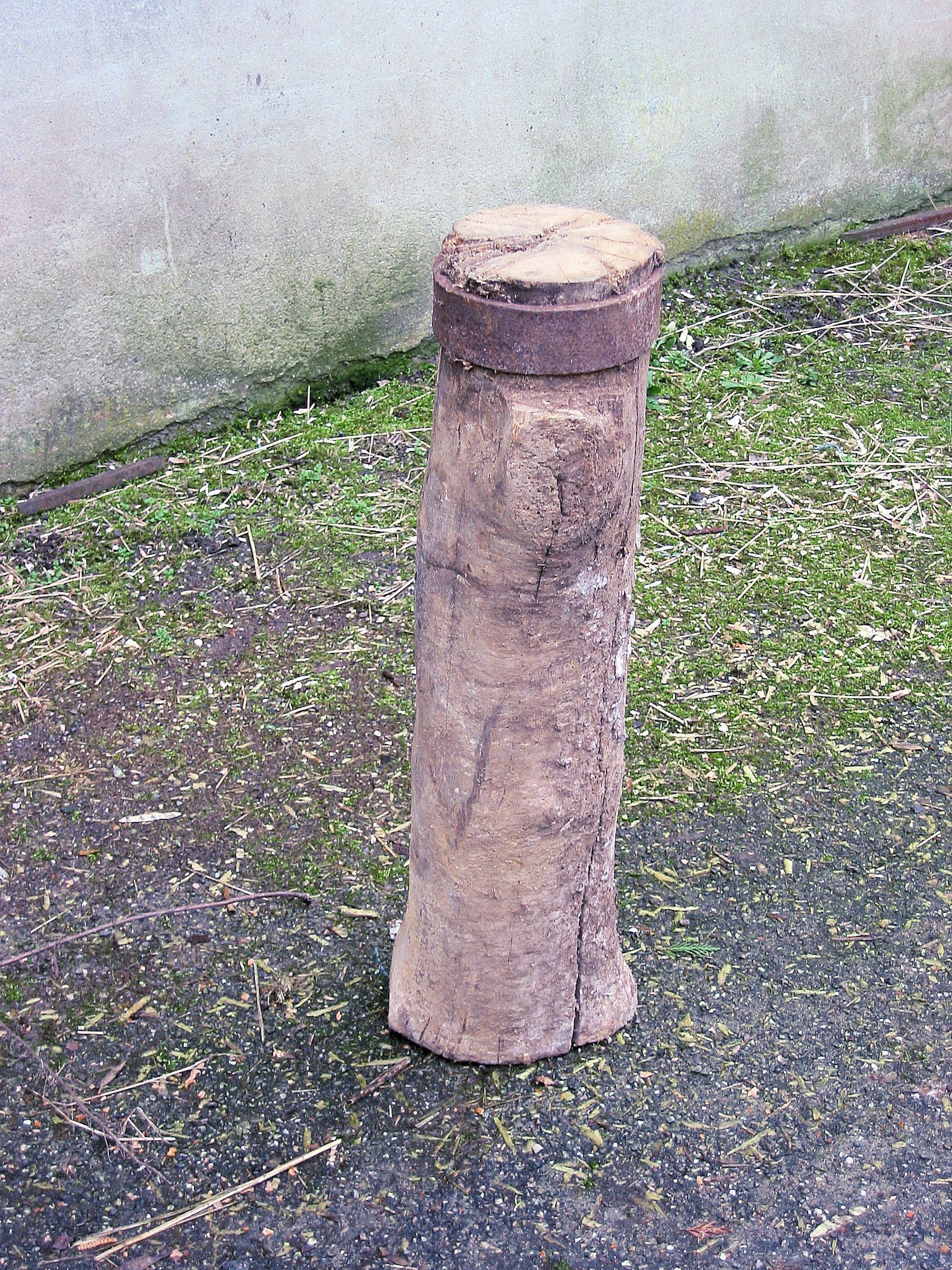
Stempel voor de bovenas (Concordia molen)
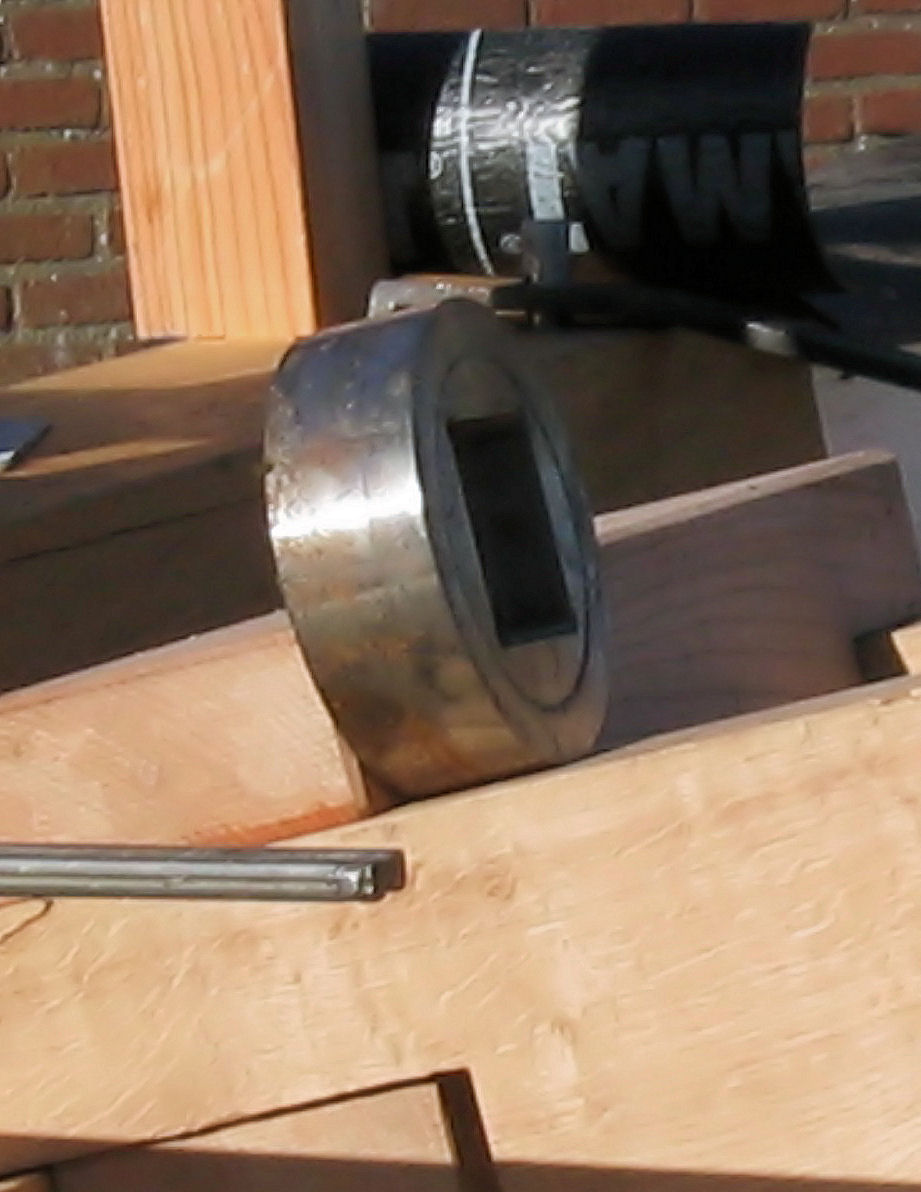
Losse wrijfplaat voor bovenas van De Koe
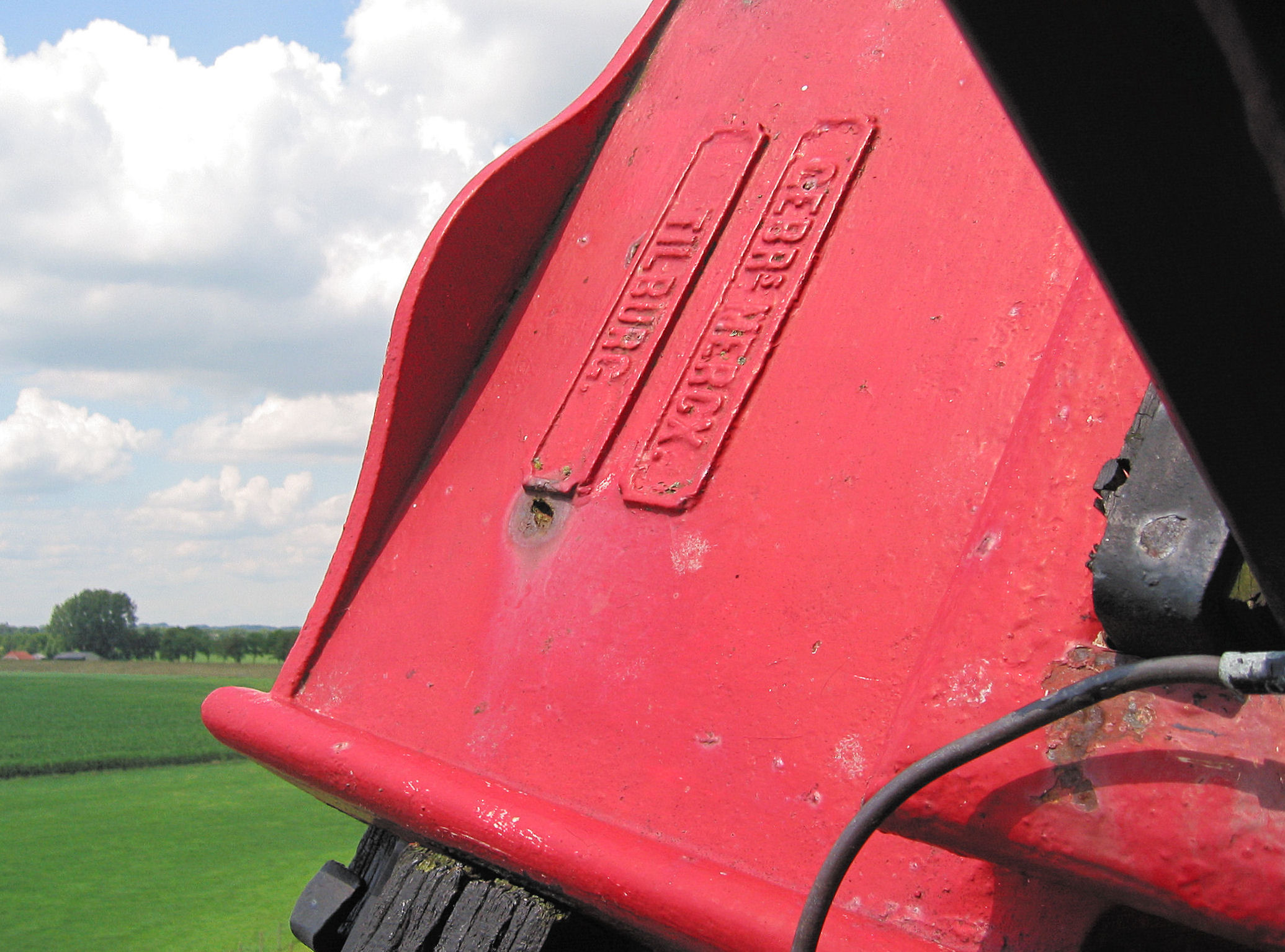
Insteekkop van de molen Tot Voordeel en Genoegen
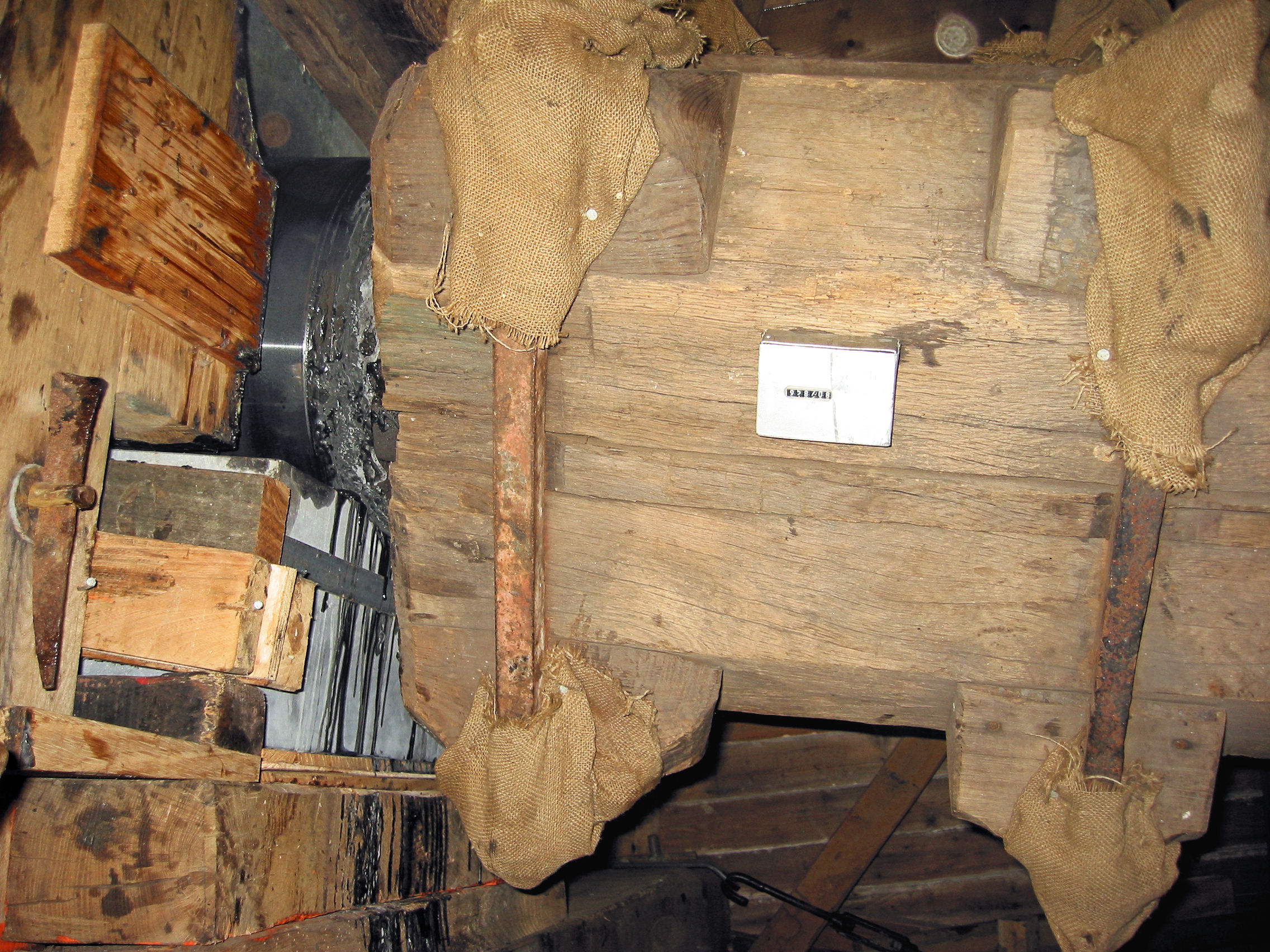
Insteekkop van de molen Tot Voordeel en Genoegen
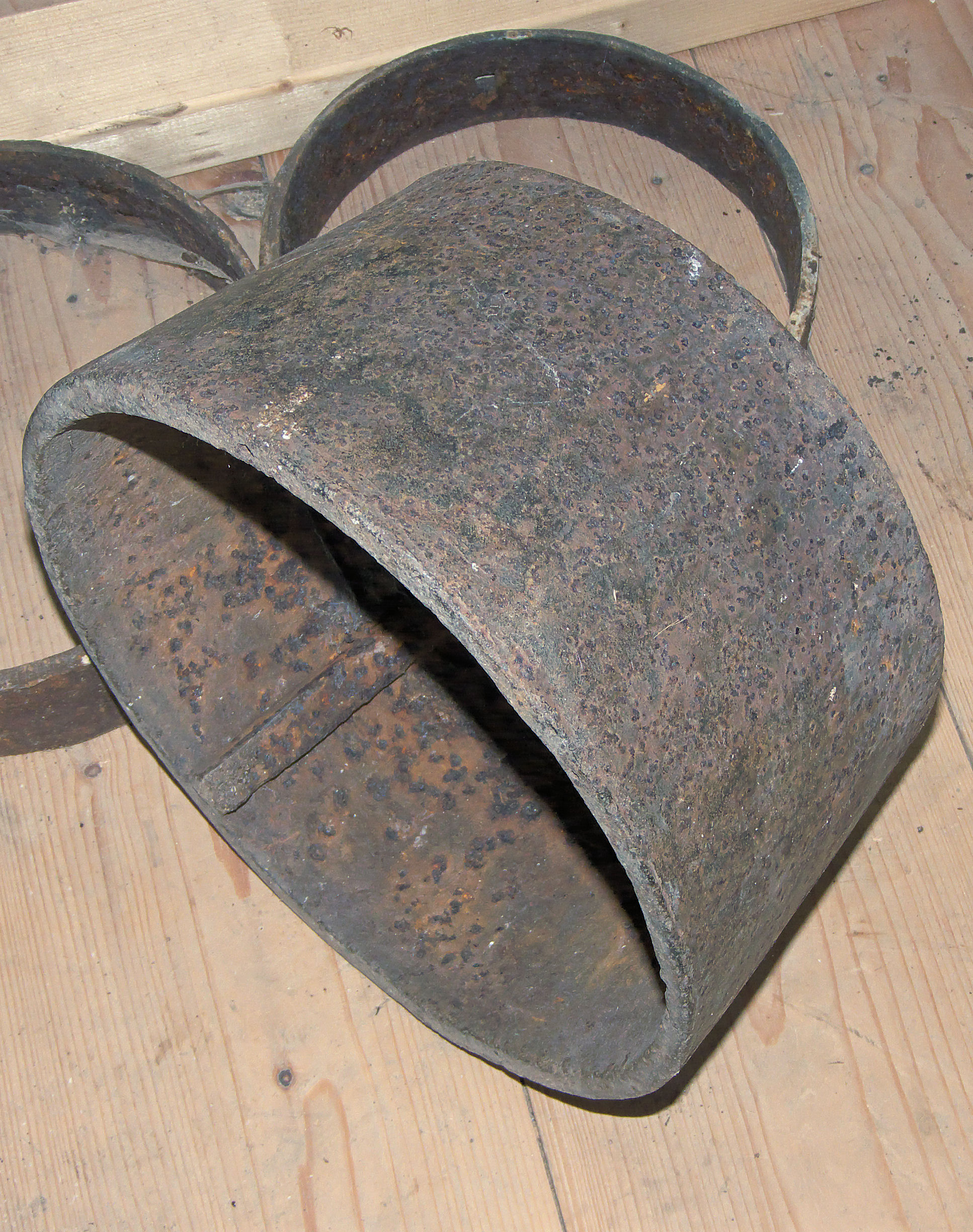
Muts voor pen van houten bovenas
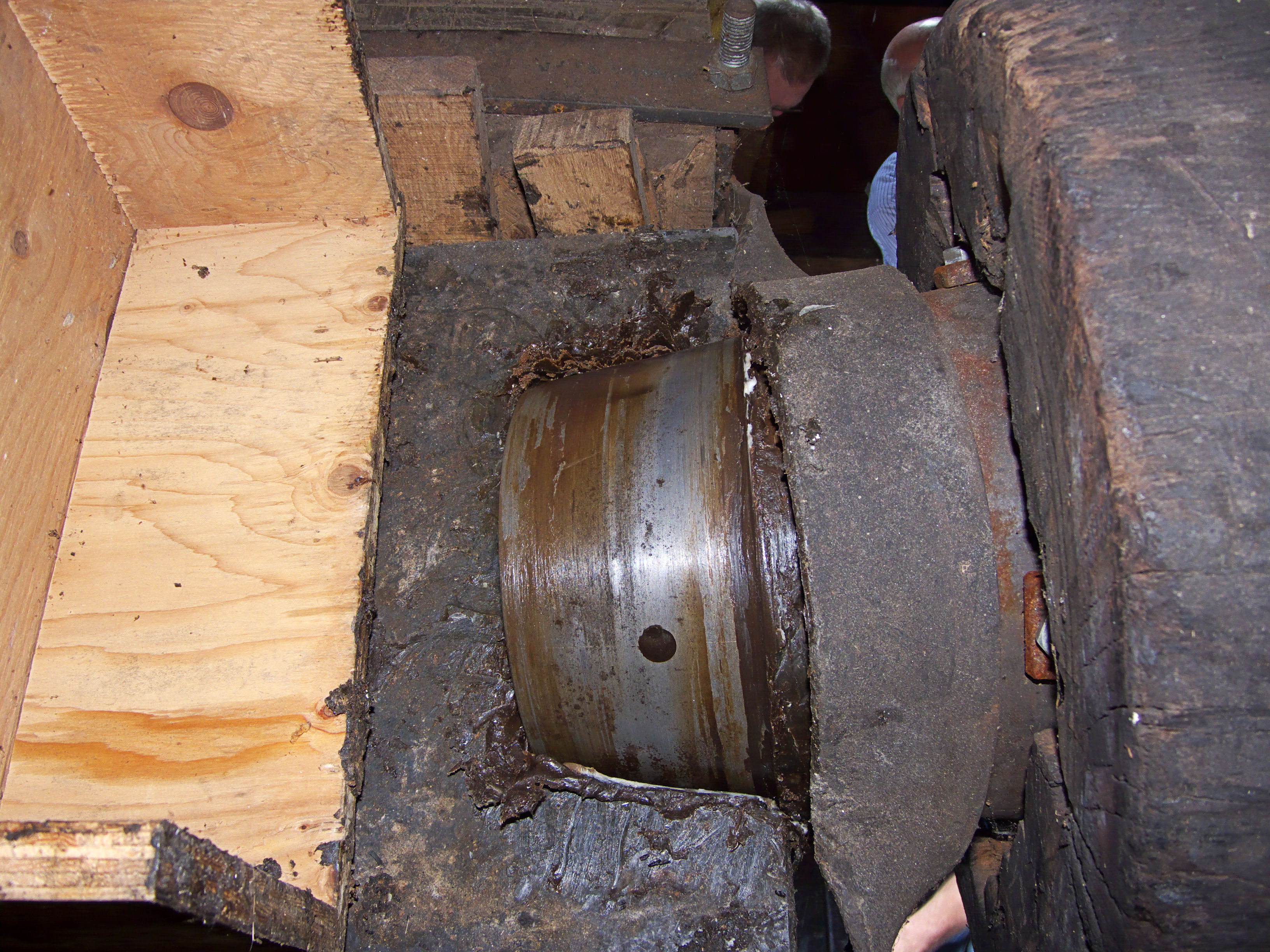
Houten bovenas met muts van De Oostenwind
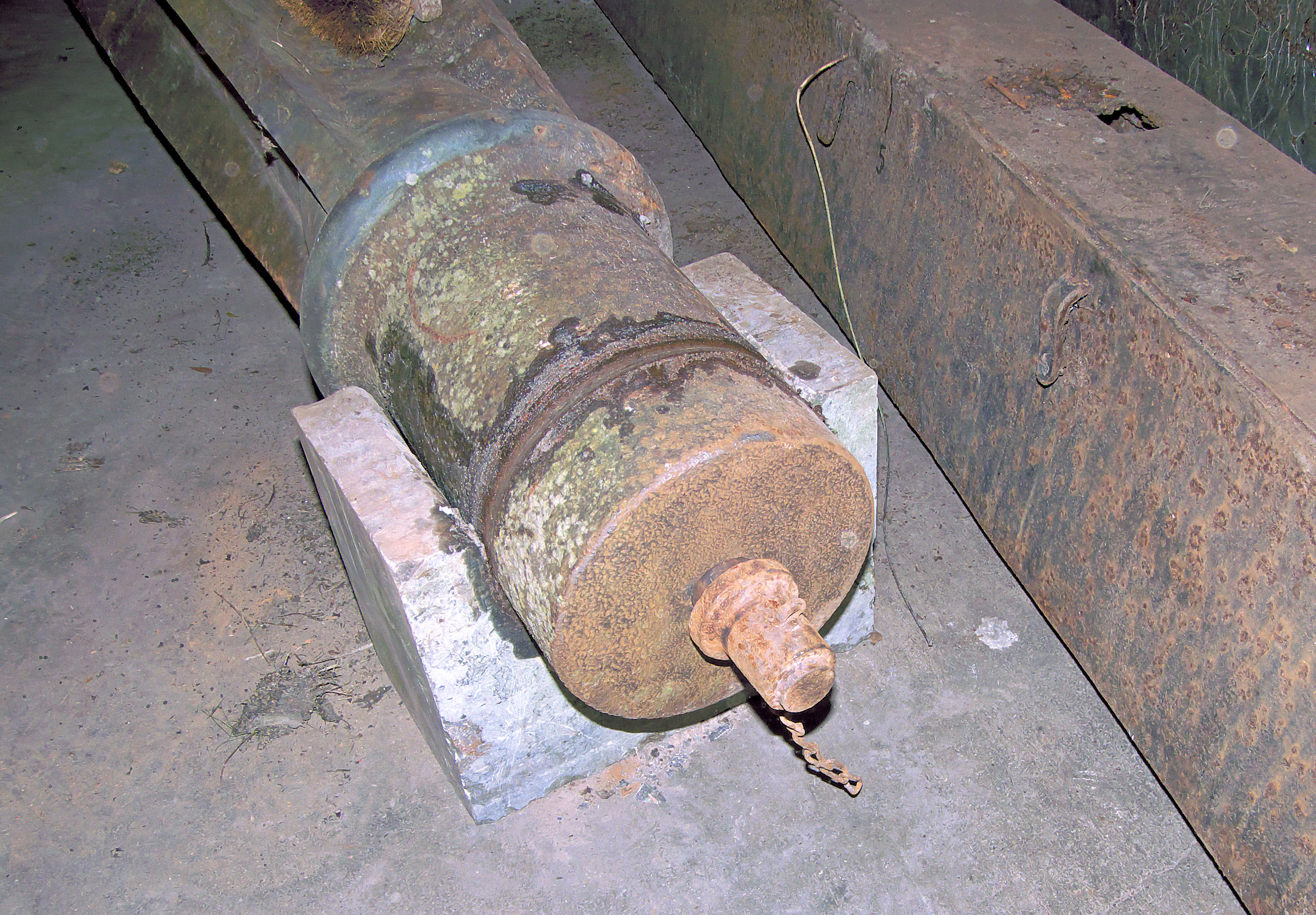
Taats bovenas van molen De Korenbloem
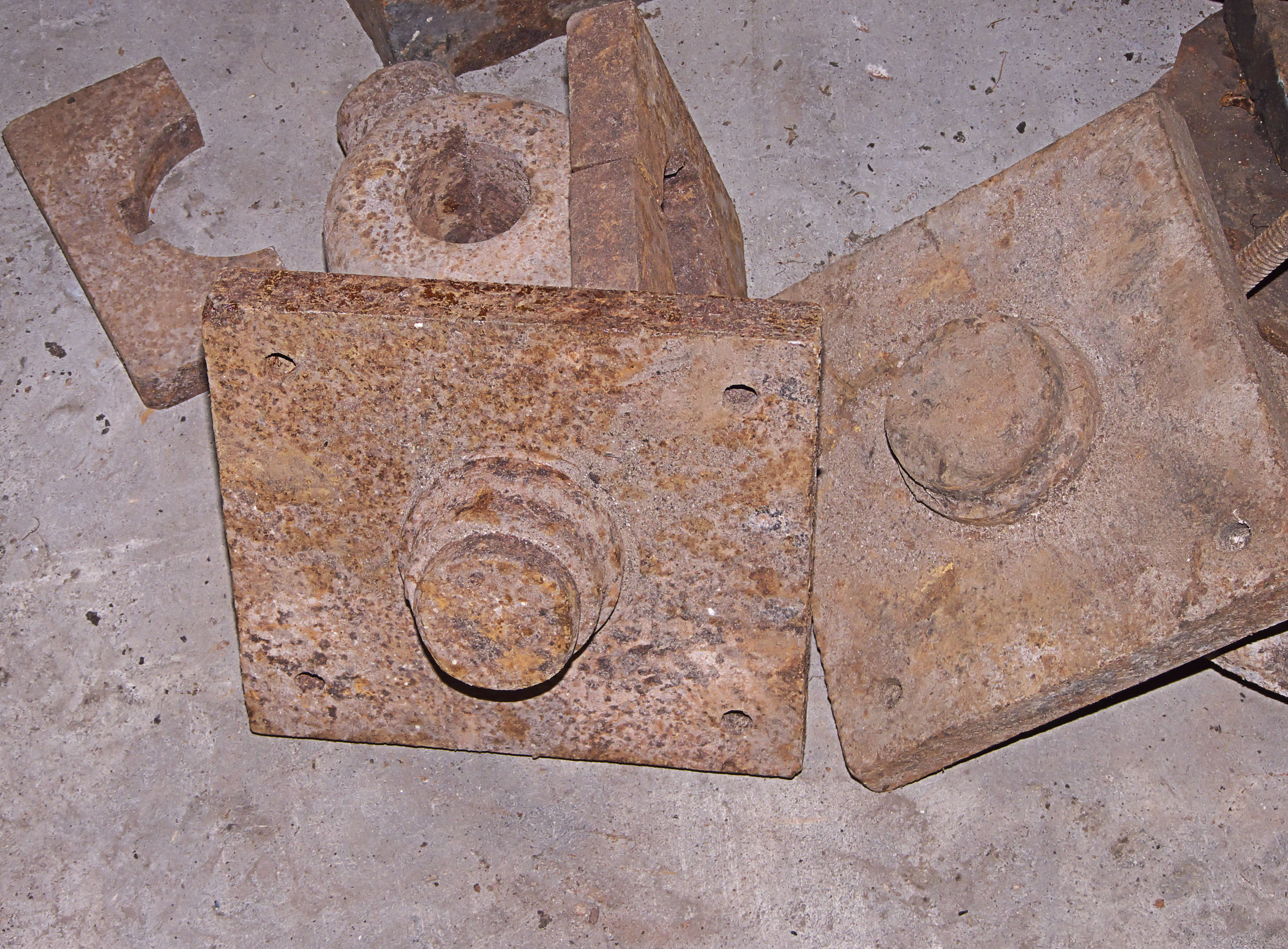
Knolplaten bovenas van molen De Korenbloem
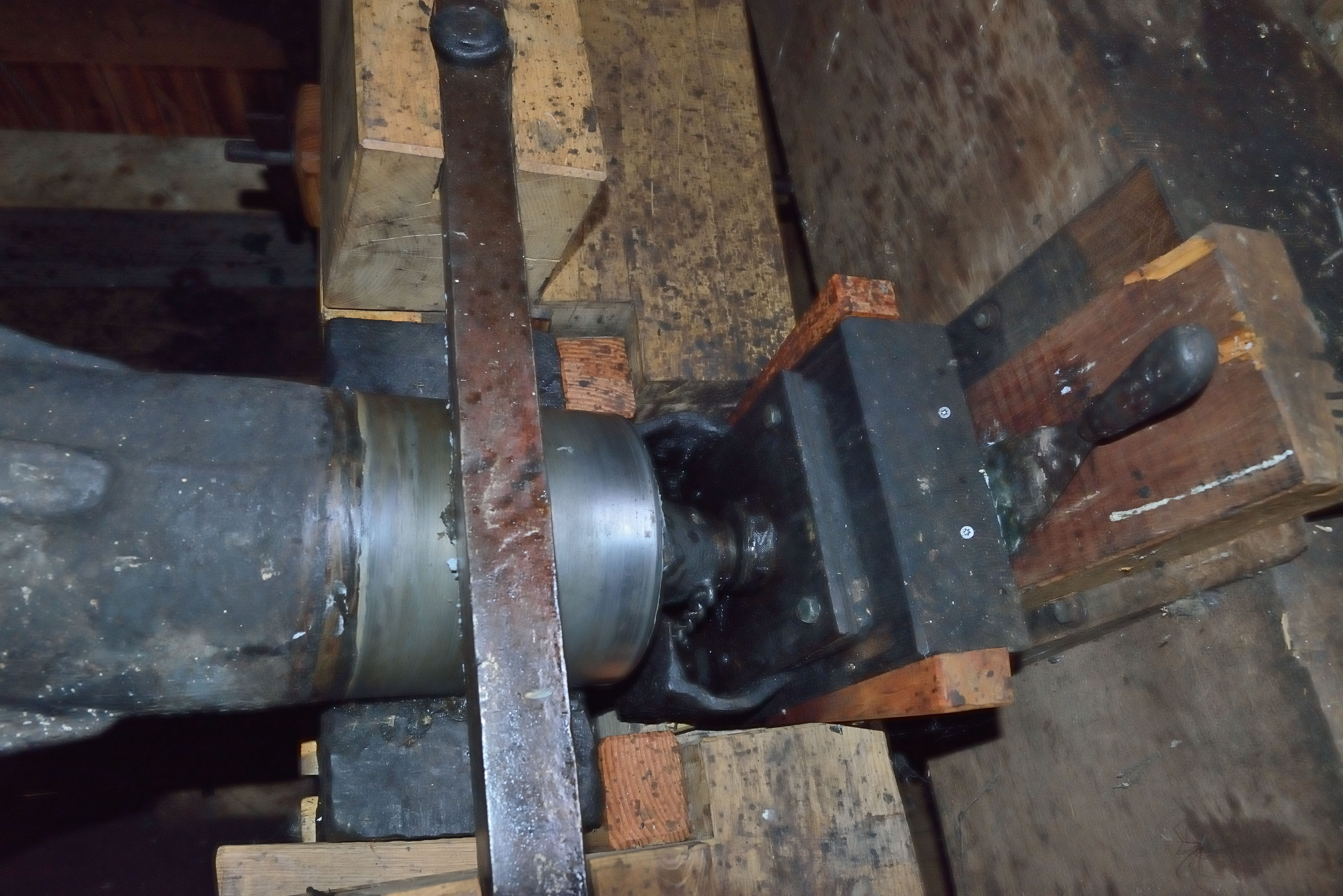
Taats met knolplaat van Hofwegensemolen
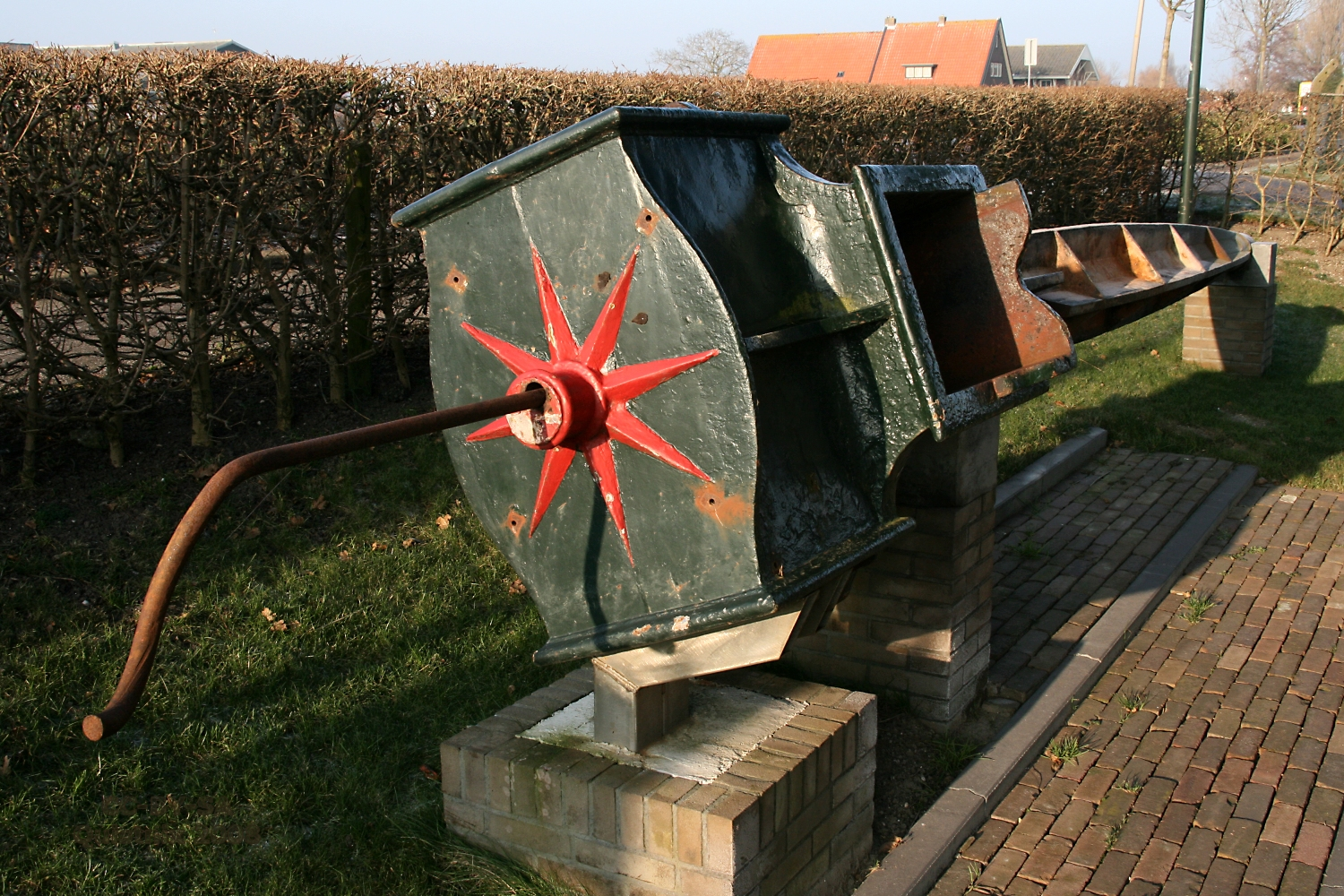
Askop in het midden van de as van Wed. Sterkman, 's Gravenhage
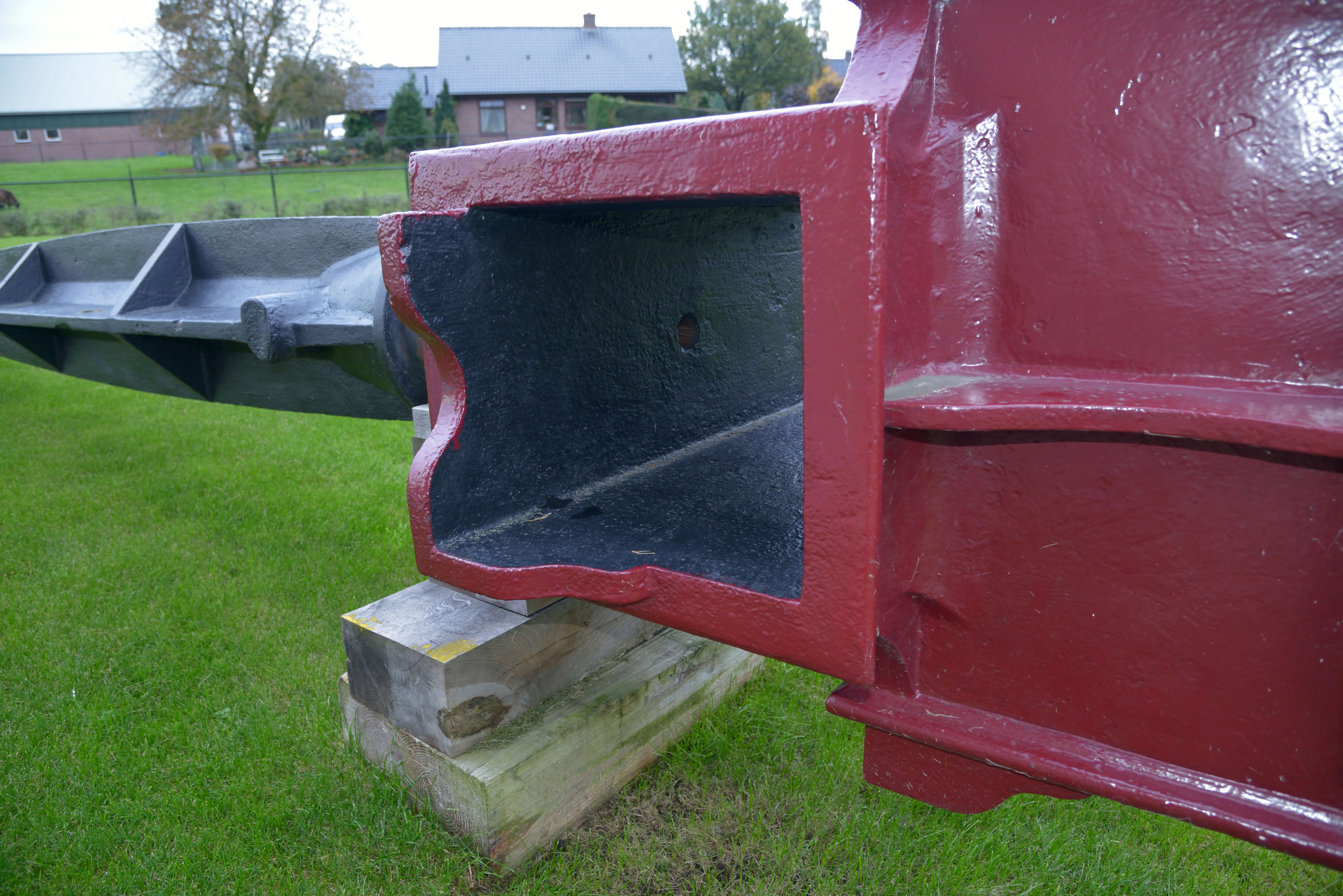
Binnenkant askop van De Prins van Oranje
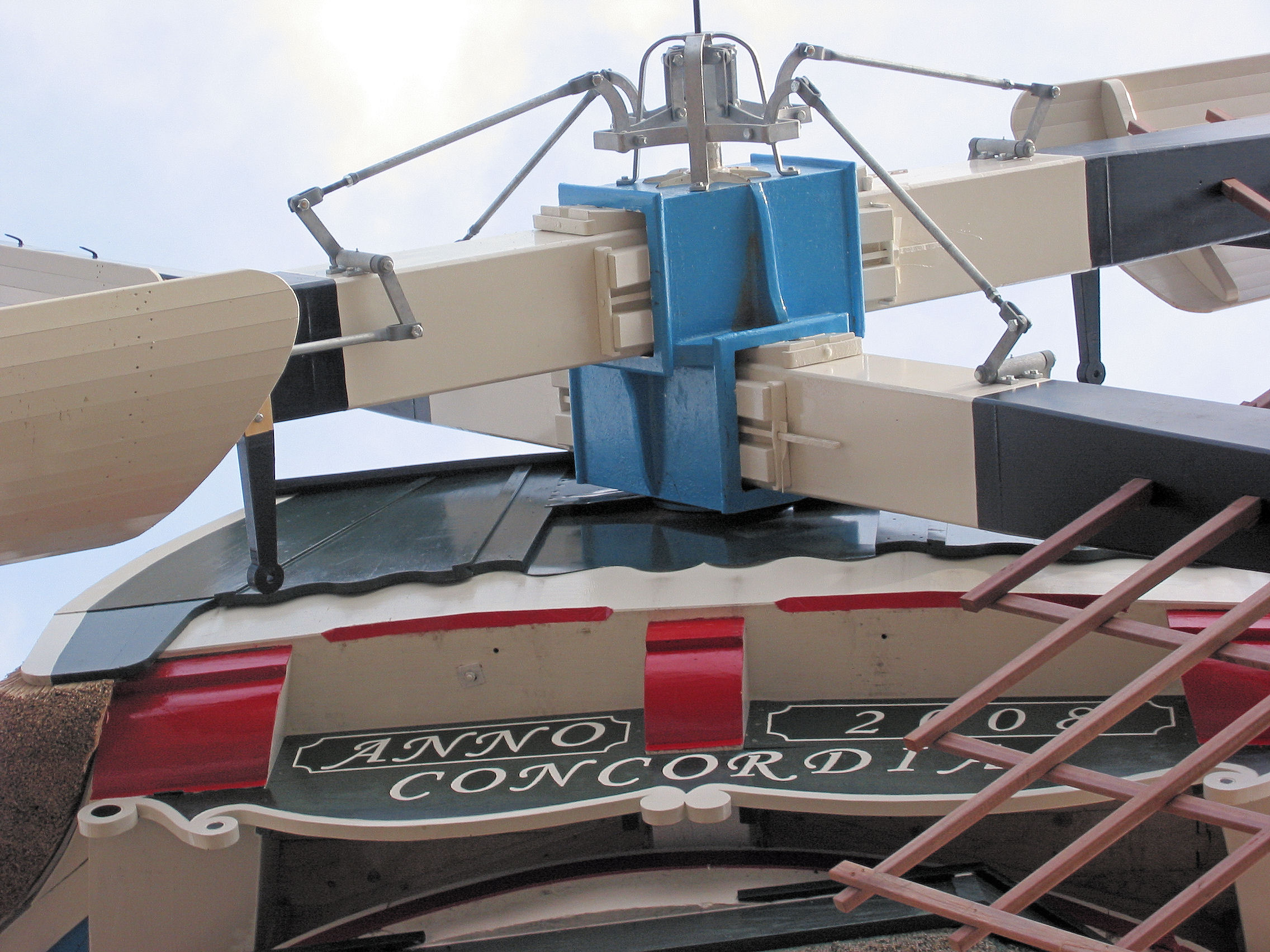
Askop uit het midden van de as bij de Concordia
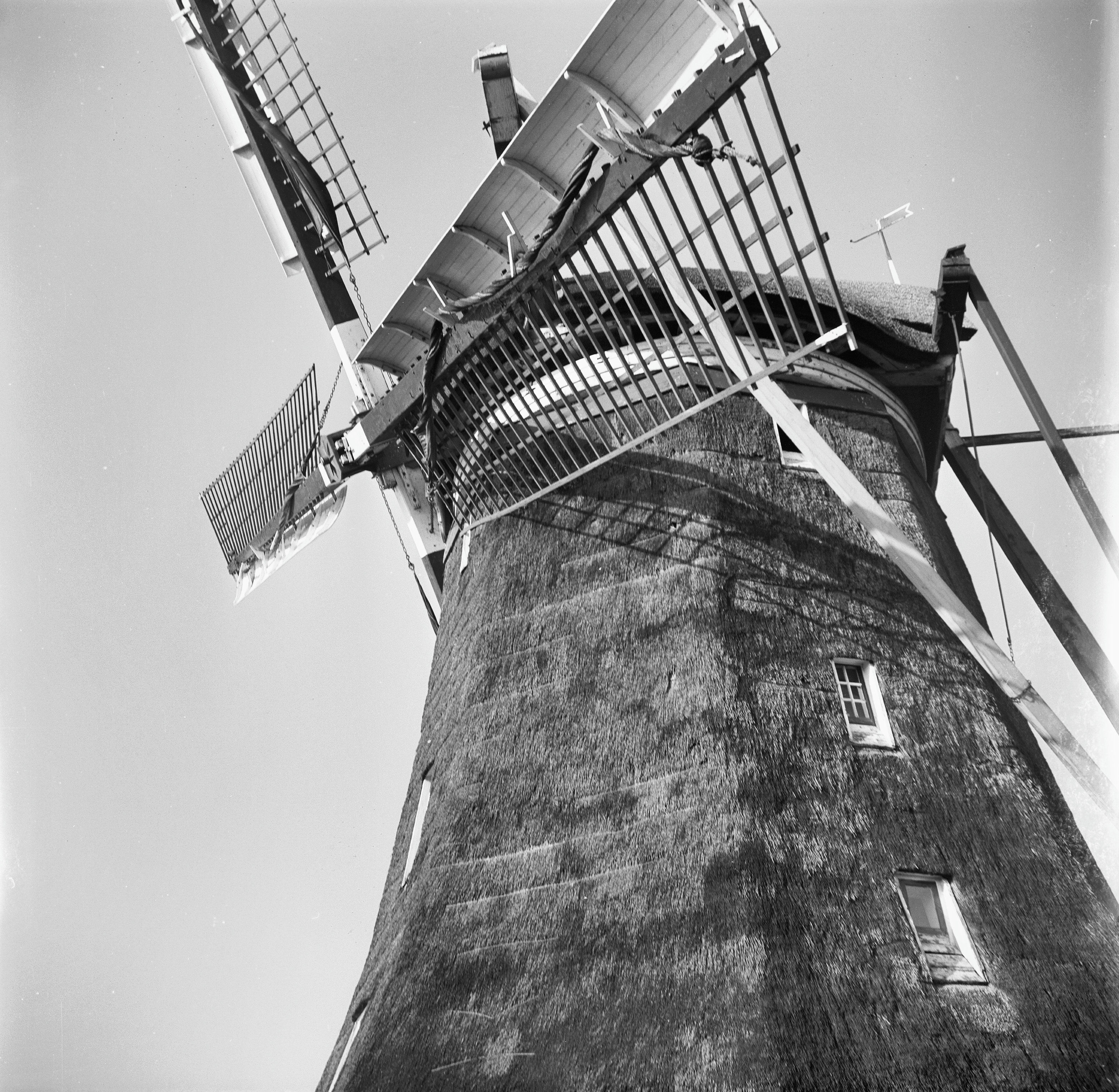
Gebroken bovenas van Aarlanderveen Molen No.1
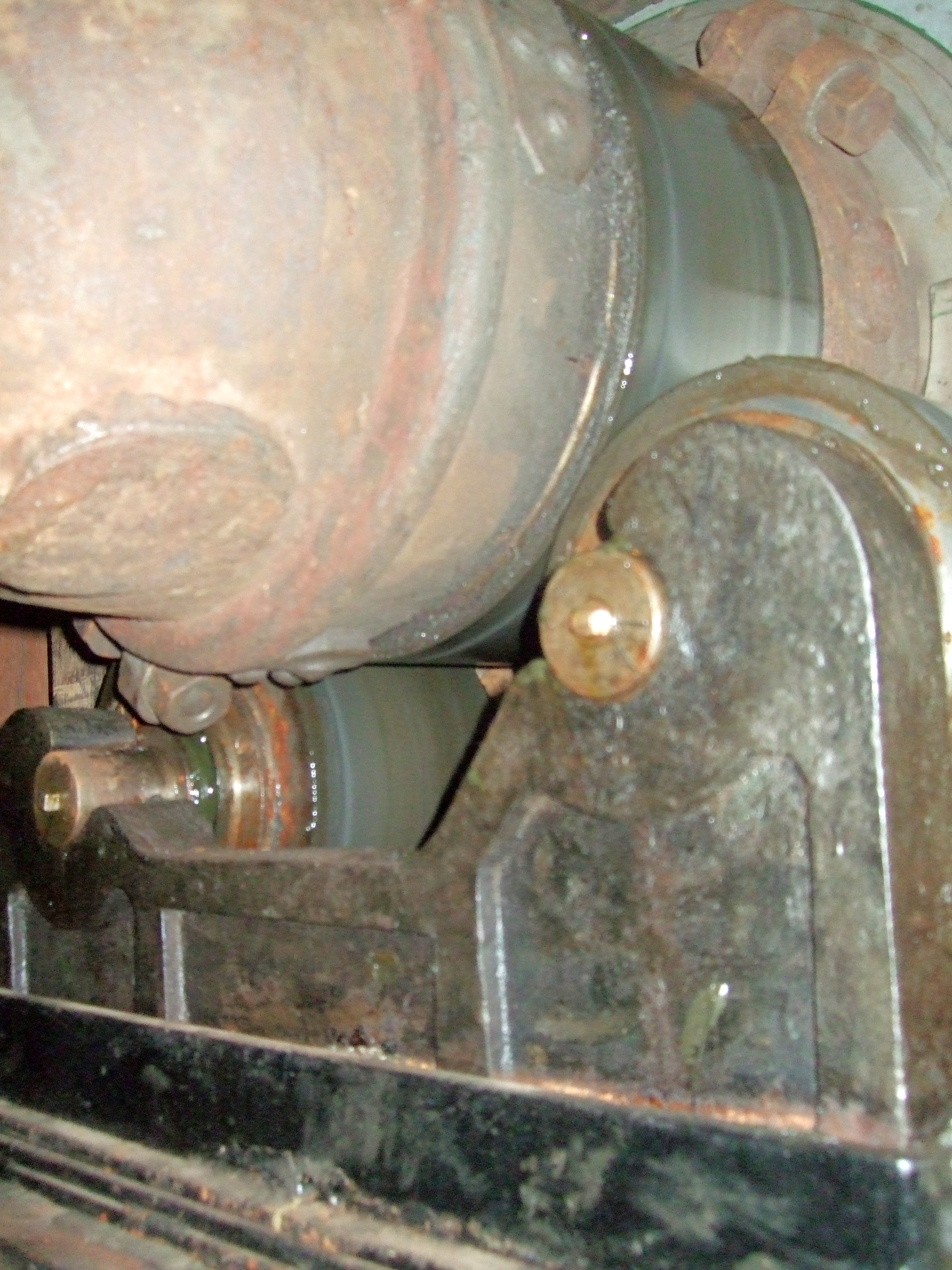
Dekkerlager in de Buitenwegse Molen
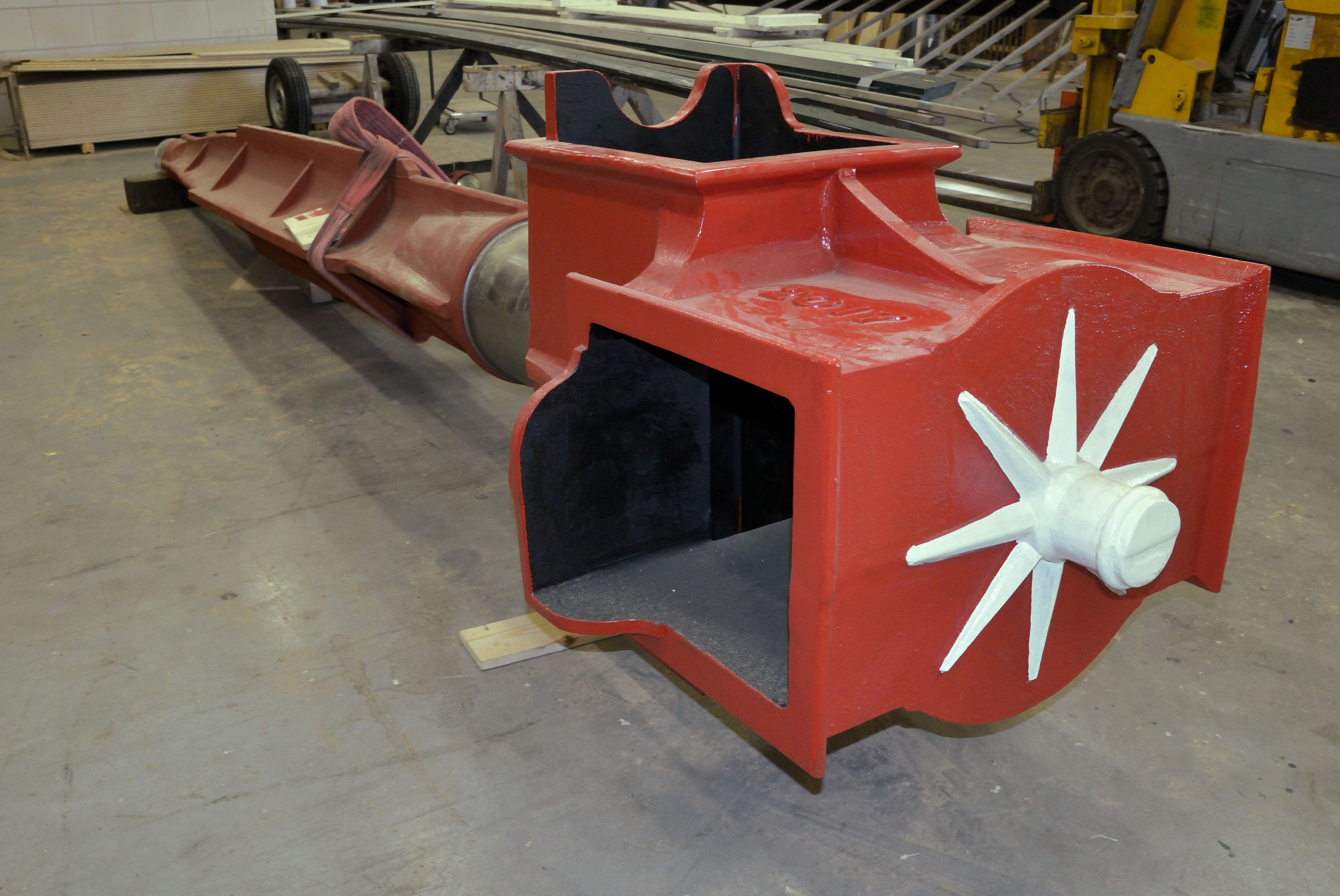
Bovenas model Straver van de Tolhuys Coornmolen
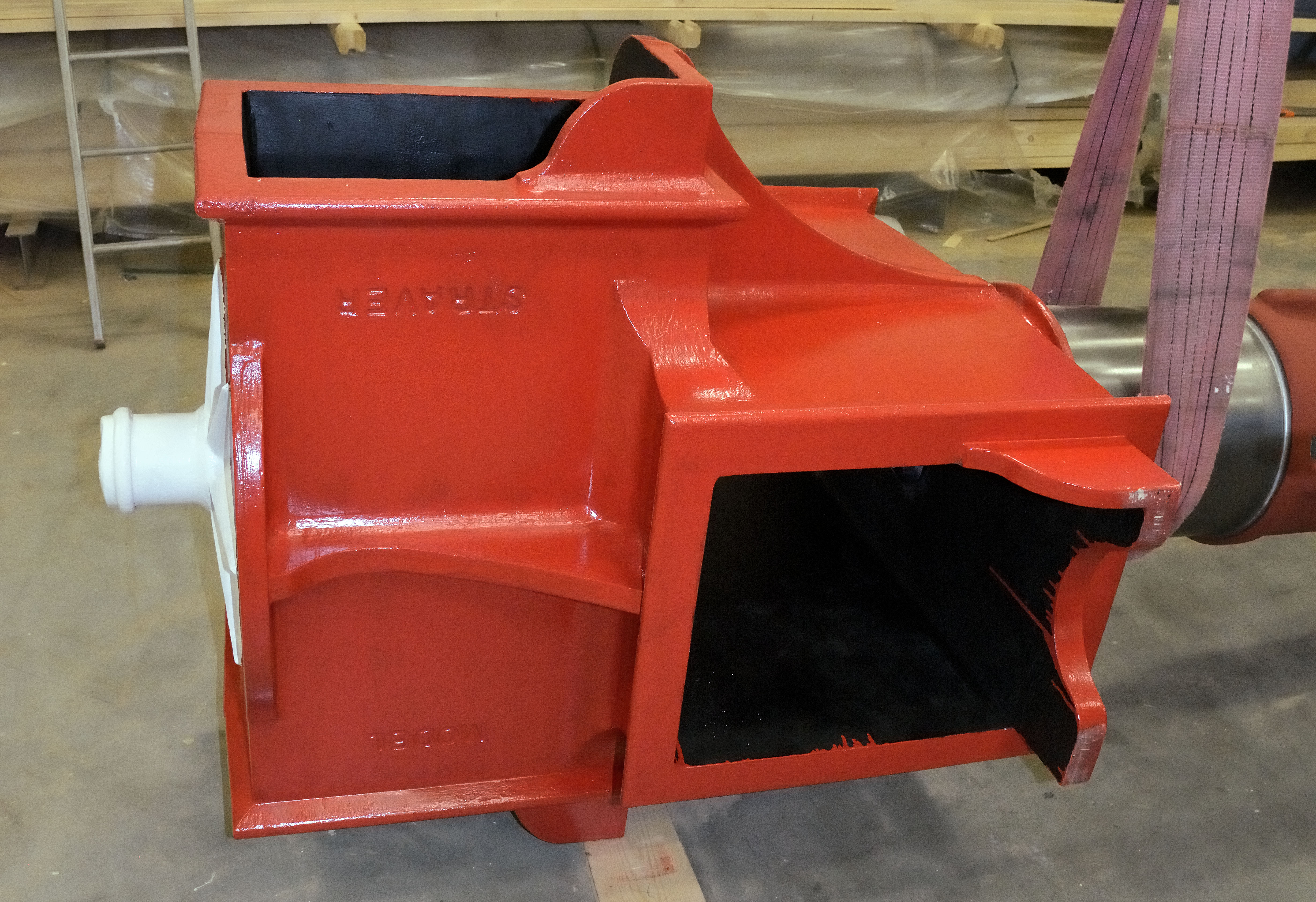
Bovenas model Straver van de Tolhuys Coornmolen. Opschrift: Model Straver
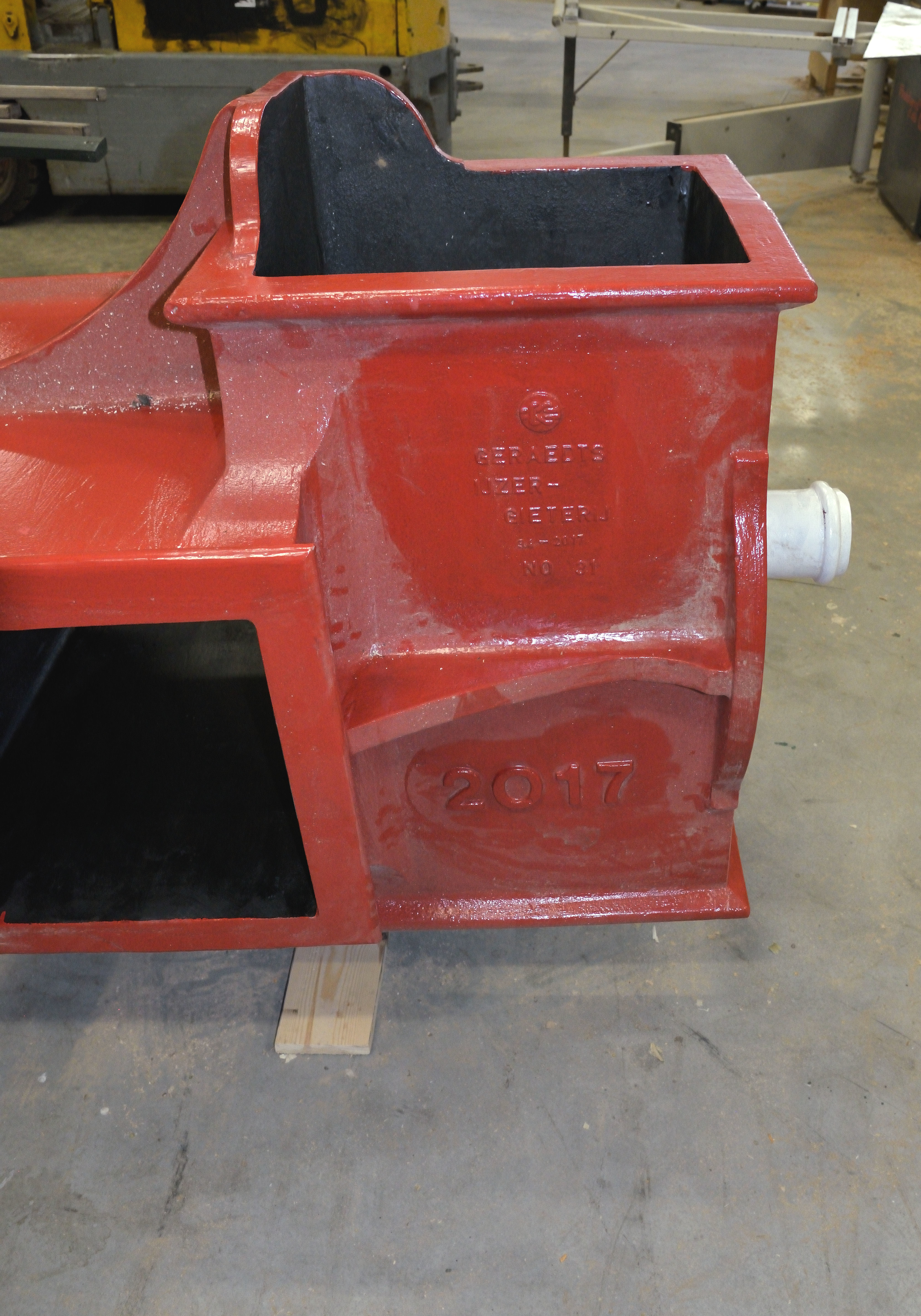
Bovenas model Straver van de Tolhuys Coornmolen. Opschrift: Geraedts ijzergieterij no 31 2017
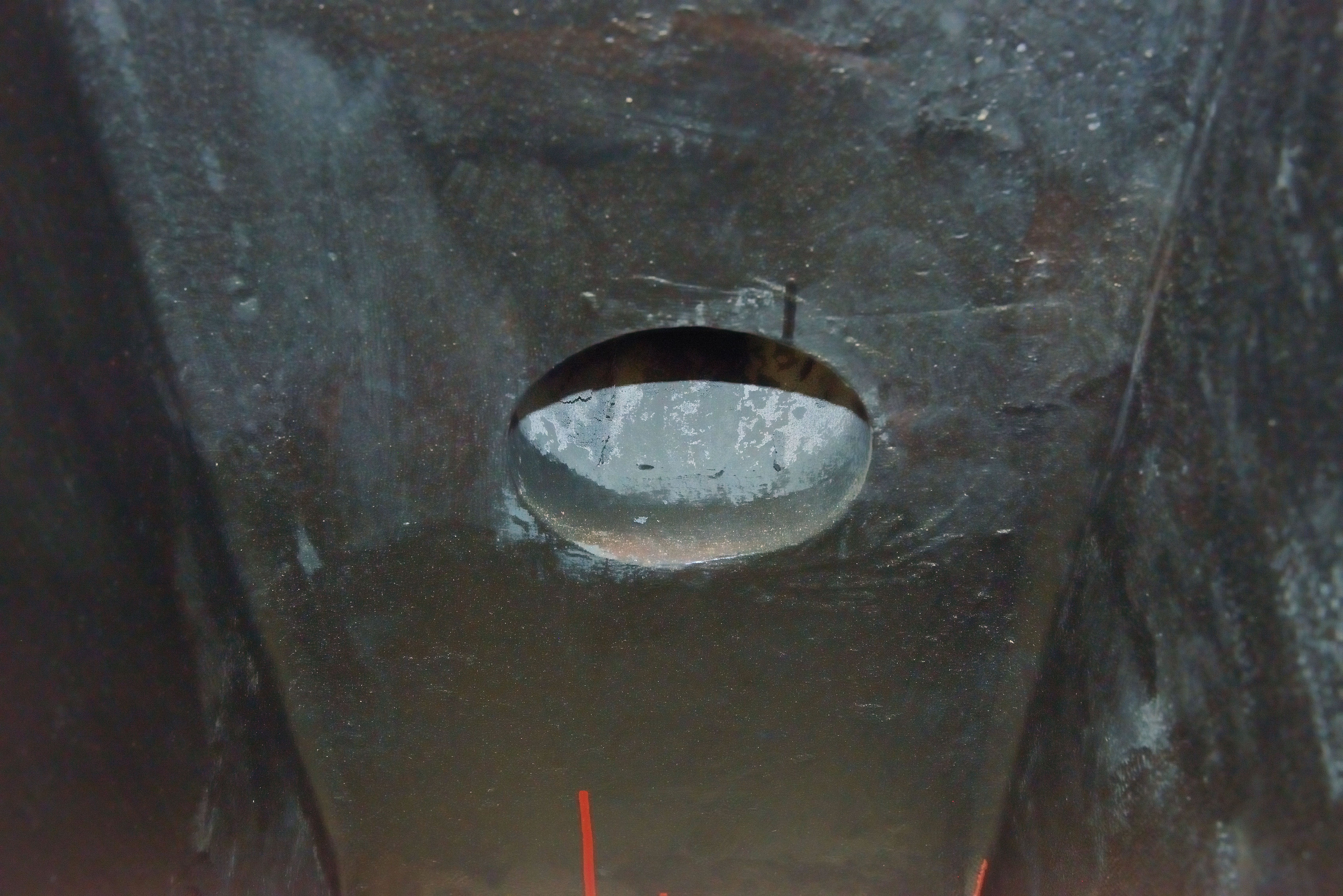
Bovenas model Straver van de Tolhuys Coornmolen. Holte binnenzijde halslager voor sneller afkoelen bij gieten.